# Организация украинских националистов (бандеровское движение)
Организа́ция украи́нских национали́стов (ОУН(б), ОУН-Б), или революционная ОУН (ОУН(р), ОУН-Р) (укр. Організація українських націоналістів) — одна из фракций Организации украинских националистов, возникшая в результате раскола в ОУН из-за внутреннего конфликта между возглавляемыми Андреем Мельником консервативными членами этой организации и радикальной молодёжью, которую возглавил Степан Бандера. О появлении в ОУН новой фракции — ОУН-Р — было заявлено 10 февраля 1940 года. В апреле 1941 года движение провозгласило себя единственно верной ОУН. В ходе Второй мировой войны была создана Украинская повстанческая армия (УПА) как вооружённое крыло ОУН(б), впоследствии во время войны подчинявшее себе политическую организацию из-за большей массовости и идеологического разнообразия последней.
В феврале 1943 года бандеровское движение стало именовать себя «самостоятельно-государственным» (укр. самостійно-державним, ОУН-СД), однако уже к концу лета 1943 года вернулось к прежнему названию.
После создания ОУН(б) в ней происходили свои расколы: в 1944 году её члены, выступавшие против авторитарного правого национализма руководства ОУН(б) и склонявшиеся к левым идеям, объявили Народно-освободительную революционную организацию (НВРО) как альтернативную ОУН(б) политическую организацию УПА, а в послевоенный период была образована третья фракции ОУН — ОУН-З (заграничной).
Тема ОУН и УПА используется в современной политике и пропаганде в ходе российско-украинской войны: во многом из-за официального нарратива руководства РФ, связывающего случаи коллаборационизма и крайне правую идеологию с идеей «искусственности» Украины, в современной Украине в противовес ему местами распространён нарратив, представляющий ОУН историческим примером сопротивления российскому подчинению.
В настоящее время (с 1992 года) преемником ОУН(б) называет себя Конгресс украинских националистов.

## Предыстория
Большинство украинских исследователей полагает, что поводом для будущего раскола стало недовольство «краевиков» эмигрантским руководством ОУН. Трения между эмиграцией и Краем возникали и раньше, однако тогда авторитет главы ОУН Евгения Коновальца препятствовал расколу, а у сменившего Коновальца на посту главы руководящего органа ОУН, Провода украинских националистов (ПУН), Андрея Мельника такого авторитета в глазах галичан не было. Ещё с 1930-х годов, со времён саботажной акции, Краевой провод был настроен несколько более радикально насчёт террористической деятельности по отношению к Польше. Именно такая позиция радикальных «краевиков» поставила ОУН на путь террора. Коновалец выступал против индивидуального террора как метода политической борьбы на западноукраинских землях, тем не менее он не препятствовал деятельности террористов и защищал их позицию перед менее радикальными членами Провода.
Убийство Евгения Коновальца и вступление в должность главы ОУН Мельника, который на протяжении 1930-х годов не принимал активного участия в деятельности организации, обострили имевшиеся трения. Ситуация, сложившаяся вокруг Карпатской Украины в 1938—1939 годах, и позиция ПУН относительно политики украинских националистов и их участия в жизни Карпатской Украины углубили накопившиеся противоречия. После подписания Мюнхенского соглашения и юридического оформления автономии Подкарпатской Руси в октябре 1938 года, многочисленные оуновские добровольцы из Восточной Галиции и Волыни, вопреки указаниям Мельника, нелегально перешли польско-чехословацкую границу и начали формировать местное вооружённое ополчение — организацию «Карпатская Сечь», среди них был, в частности, будущий главнокомандующий УПА Роман Шухевич, однако вскоре ПУН запретил своим членам переходить польско-чехословацкую границу без разрешения Провода, а представитель ПУН в Закарпатье Ярослав Барановский требовал выезда украинских националистов из Закарпатья. Всего Карпатская Сечь имела около 15000 зарегистрированных членов, но на самом деле лишь 2 тысячи человек из них прошли военное обучение.
В марте 1939 года, как только нацистские войска вступили на территорию Чехословакии, сейм Карпатской Украины провозгласил независимость. 14 марта Венгрия, поддерживаемая Польшей и Третьим рейхом начала военную интервенцию в Закарпатье. «Карпатская Сечь» несколько дней оказывала сопротивление оккупантам. 18 марта вся территория Закарпатья оказалась захвачена венграми. В ситуации с Карпатской Украиной наметились границы будущего раскола между мельниковцами, представленными в основном эмигрантами, и бандеровцами-краевиками по вопросам внешнеполитической тактики. Хотя и бандеровцы, и мельниковцы одинаково ориентировались на гитлеровскую Германию и тесно с ней сотрудничали, но бандеровцы были менее последовательно настроены на сотрудничество с Германией, рассматривая взаимодействие с ней скорее как временное явление (это предопределило то, что ОУН-Б во время Второй мировой войны в конце концов перешла в оппозицию Германии, в то время как мельниковцы до последнего возлагали надежды на обретение Украиной независимости практически исключительно на Германию).
26—27 августа 1939 года Андрей Мельник был официально утверждён в должности лидера ОУН Вторым Большим Сбором украинских националистов в Риме. Так называемому «Узкому руководство» или «Триумвирату», обеспечивавшему временное исполнение руководящих обязанностей, с большим трудом удаётся добиться согласия на то, чтобы согласно завещанию Коновальца назначить Мельника его преемником. Впрочем, это удалось только потому, что отсутствовал главный соперник Мельника Степан Бандера, который за террористическую деятельность против Польши отбывал пожизненное заключение.

## Формирование
13 сентября 1939 года Степан Бандера вышел на свободу из польской тюрьмы и вскоре прибыл во Львов, где встретился с активистами ОУН. Вместе было решено, что он должен добраться до немецкой зоны оккупации и там урегулировать спор, возникший в организации между «старыми» офицерами ЗУНР и «молодыми», которые склонялись к более радикальной политике.
В декабре 1939 года в Риме состоялась встреча Бандеры с Мельником. В связи с неопределённым ходом войны, Бандера предложил, чтобы Мельник переехал в нейтральную Швейцарии и оттуда представлял организацию на международном уровне. В то же время появился замысел создать две автономные зарубежные ячейки ОУН, одна — на территории, которые оставались «в орбите» Германии (а следовательно, в оккупированной Польше), а вторая — в Канаде или США. Бандера также надеялся на отстранение от руководства Провода ОУН Омельяна Сеника и Ярослава Барановского. Последнего обвиняли в агентурной деятельности против ОУН в пользу Польши, доказательством чего якобы должно было быть сотрудничество его брата Романа с польской полицией. Неприязнь Бандеры к Барановскому дополнительно усиливал тот факт, что он проиграл ему борьбу за симпатии женщины, Анны Чемеринской, к которой он, похоже, имел глубокие чувства.
Требования сторонников Бандеры поставили Мельника в неудобное положение. Его выезд в Швейцарию был равнозначен потере влияния на организацию и отречению от власти в пользу локальной, так называемой «немецкой» ячейки. Неудивительно, что он отклонил предложение. В этих обстоятельствах главенствующая группа «молодых» собралась 10 февраля 1940 в Кракове и объявила о создании революционной фракции ОУН, которую сокращённо — от фамилии Бандеры — назвали ОУН-Б
Формальным поводом для создания Революционного провода ОУН стало «неудовлетворительное руководство и отказ от националистических методов работы». Претензии были оформлены в виде «Акта от 10 февраля 1940 года». «Первый список» нового руководства, по информации сторонников Мельника, выглядел таким образом:
1. Бандера Степан
2. Гасын Олекса
3. Гербовый Ярослав
4. Грыцай Дмытро
5. Габрусевич Иван
6. Качмар Владимир
7. Клымышин Микола
8. Лебедь Микола
9. Ленкавский Степан
10. Равлик Иван
11. Старух Ярослав[укр.]
12. Стахив Владимир
13. Стецько Ярослав (Карбовыч)
14. Турковский Васыль
15. Шухевич Роман

Раскол ОУН на «мельниковцев» и «бандеровцев» был ещё более жёстким, чем раскол РСДРП на «большевиков» и «меньшевиков», так как не было многих лет попыток объединения, промежуточных (до образования ОУН-з) и общих организаций ОУН. Каждая группировка с этого момента провозглашала себя единственно законным руководством ОУН. Сторонники Степана Бандеры были готовы к самым радикальным методам борьбы. Ещё до того, как Германия напала на СССР, они приняли решение: «в случае войны воспользоваться ситуацией, взять власть в свои руки и на освобождённых от московско-большевистской оккупации частях украинской земли построить свободное Украинское государство». Бандеровцы надеялись, что сам факт их выступления против войск СССР заставит немцев признать их союзниками и способствовать возрождению Украины.
Разногласия между бандеровцами и мельниковцами в момент раскола не носили идеологического характера. Тем более не существовало тогда между ними разницы во взглядах на то, какой должна быть политика Украины по отношению к национальным меньшинствам, что представляет собой украинская нация и т. д. Главный идеолог ОУН-Б Степан Ленкавский утверждал, что между бандеровцами и мельниковцами не существует идеологических различий, а имеются лишь расхождения в тактике, а также проблема личных отношений между лидерами (проводниками). Дмитрий Донцов не был членом организаций, но оказал сильное влияние на их идеологию.
Окончательное размежевание между двумя фракциями оформилось в апреле 1941 года, когда сторонники Бандеры провели в Кракове свой собственный II Большой Сбор украинских националистов, на котором результаты римского II Большого Сбора 1939 года были объявлены недействительными, а сам Мельник и его сторонники — диверсантами и вредителями. Новым вождём ОУН был объявлен Степан Бандера. С этого момента идёт отсчёт существования двух враждебных друг другу организаций украинских националистов, каждая из которых претендовала на то, что только она является единственно верной.
Борьба между сторонниками ОУН-Б и ОУН-М была не только организационной. По некоторым данным, с момента раскола по июнь 1941 года погибло в столкновениях 400 мельниковцев и 200 бандеровцев.

## Антисоветское восстание на Западной Украине
10 марта 1940 года ОУН-Б планировало завершить подготовку к восстанию на территории западных областей Украинской ССР к середине мая 1940 года, к 20 марта на территорию УССР была переброшена часть руководящих кадров ОУН-Б, однако советские органы госбезопасности, обеспокоенные агентурными сообщениями о подготовке восстания, произвели массовые аресты подозреваемых в причастности к подполью. Наиболее серьёзные удары были нанесены в конце марта — начале апреля по подполью Львова, Тернопольской, Ровенской и Волынской областей. Среди 658 задержанных оуновцев оказалось шесть членов Краевой экзекутивы, члены областных и районных проводов, руководитель Львовского городского провода. Одиннадцать арестованных руководителей ОУН(б) предстали 29 октября 1940 года перед открытым судом во Львове. Десятерых из них приговорили к смертной казни. Приговор привели в исполнение 20 февраля 1941 года. В связи со срывом первоначальных планов восстание было перенесено на сентябрь-октябрь 1940 года.
На территории Генерал-губернаторства в лагерях абвера началось активное обучение членов ОУН-Б военному и диверсионному делу. Среди экзаменаторов были Роман Шухевич и Ярослав Стецько. Для наиболее перспективных действовали штабные и специальные курсы в Кракове. Проводились тактические учения с боевыми стрельбами. На территории УССР члены ОУН-Б собирали информацию о расположении воинских частей и складов РККА, а также подробную информацию о комсоставе РККА. Информация, полученная в августе 1940 НКВД от перехваченного связного ОУН-Б из Кракова опять сорвала запланированное восстание. В ходе мероприятий НКВД против подполья ОУН-Б было захвачено более 2 тысяч винтовок, 43 пулемёта, 600 пистолетов и прочее военное снаряжение и амуниция. ОУН-Б пришлось отозвать раскрытых резидентов на территорию Генерал-губернаторства. Произошло 86 боевых столкновений между бандеровцами и советскими погранвойсками при попытках перехода крупных вооружённых групп ОУН (б) на немецкую и венгерскую территории.
15—19 января 1941 года во Львове состоялся «Процесс пятидесяти девяти». Большая часть обвиняемых была приговорена к высшей мере наказания. Но некоторым все же удалось спастись. Среди них был будущий организатор и первый глава УПА Дмитрий Клячкивский. Ему смертный приговор был заменён 10 годами заключения. С началом Великой Отечественной войны ему удалось бежать из тюрьмы. В ходе того же «процесса пятидесяти девяти» следователи НКВД установили: «После ареста Краевой Экзекутивы приехавший из-за границы по поручению Краковского центра ОУН Мирон Дмитрий (псевдоним „Роберт“) вместе с Зацным Львом (псевдоним „Троян“) принимают меры для возобновления разгромленной Краевой экзекутивы ОУН и ещё больше активизируют антисоветскую деятельность ОУН, чтобы подчинить всё одной цели — подготовке вооружённого восстания против Советской власти, захвату власти в свои руки и созданию так называемого самостоятельного Украинского государства фашистского типа, по принципу „Украина для украинцев“. Готовя вооружённое восстание против Советской власти, ОУН рассчитывала не только на собственные силы, но также на интервенцию одного из соседних государств, причём краковский центр ОУН вёл переговоры с рядом иностранных государств о прямой интервенции против Советского Союза».
Зимой 1940—1941 года подготовка членов ОУН-Р на территории Генерал-губернаторства продолжалась в ещё большем объёме. Спецподготовку по диверсионной работе в лагерях абвера Закопане, Крыныци, Команчи проходило несколько сотен бандеровцев.. Абвер выделил ОУН 2,5 млн марок. За это ОУН снабжали абвер информацией о СССР: о частях Красной Армии и внутренних войск НКВД, их вооружении, дислокации, численности, командном составе, местах проживания семей командиров, о военных объектах.
Первый программный документ ОУН(б), «Манифест ОУН», датируется декабрём 1940 года, в нём содержался призыв вступать в ряды Революционной ОУН под руководством С. Бандеры.
Весной 1941 года бандеровцы вновь стали перебрасываться на территорию СССР. Снова возросла активность националистического подполья — только в апреле 1941 года оуновцы убили 38 советских и партийных работников, провели десятки диверсий на транспортных, промышленных и сельскохозяйственных предприятиях. В апреле — июне 1941 года НКВД ликвидировали 38 повстанческих групп, убили и арестовали 273 оуновца. Всего в 1939—1941 гг., по данным советских органов госбезопасности, на Западной Украине было арестовано, захвачено в плен или убито 16,5 тыс. членов националистических организаций. ОУН, однако, сумела сохранить достаточные силы для того, чтобы после нападения Германии на СССР приступить к масштабной реализации своего плана антисоветского восстания.
В апреле 1941 года сторонники Бандеры созвали в Кракове свой собственный II-й Великий Сбор украинских националистов /II ВСОУН(б)/, чем подчеркнули своё непризнание легитимности такого же по названию собрания группы Мельника 27—30 августа 1939 г. в Риме («римского Сбора»). Вождём ОУН был избран Степан Бандера, заместителем Ярослав Стецько.
В качестве организационного пароля члена ОУН было принято приветствие со словами «Слава Украине» — ответ «Героям Слава», также допускалась сокращённая версия, «Слава»—"Слава". Были приняты цвета флага ОУН — красный и чёрный.
В решениях Сбора также говорилось:
Евреи в СССР являются преданнейшей опорой господствующего большевистского режима и авангардом московского империализма на Украине. Антиеврейские настроения украинских масс использует московско-большевистское правительство, чтобы отвлечь их внимание от действительной причины бед и чтобы во время восстания направить их на еврейские погромы. Организация украинских националистов борется с евреями как с опорой московско-большевистского режима, одновременно осведомляя народные массы, что Москва — это главный враг.Оригинальный текст (укр.)Жиди в СССР є найвідданішою підпорою пануючого большевицького режиму та авангардом московського імперіалізму в Україні. Протижидівські настрої українських мас використовує московсько-большевицький уряд, щоб відвернути їхню увагу від дійсного спричинника лиха і щоб у час зриву спрямувати їх на погроми жидів. Організація Українських Націоналістів поборює жидів як підпору московсько-большевицького режиму освідомлюючи рівночасно народні маси, що Москва це головний ворог.

После II ВСОУН(б) в мае 1941 года был принят целый пакет базовых документов, инструкций Революционного Провода ОУН(б) для организационного актива на Украине на период войны, под общим названием «Борьба и деятельность ОУН во время войны». Помимо основных политических положений в указанный пакет документов входил целый ряд указаний и инструкций, более детально и практически конкретизирующих эти политические положения:
Очищение территории от враждебного элемента
15. Во времена хаоса и смуты можно позволить себе ликвидацию нежелательных польских, московских и жидовских деятелей, особенно сторонников большевистско-московского империализма.— «Военные инструкции Революционного Провода ОУН(б)
для организационного актива на Украине на период войны»
Политика в отношении национальных меньшинств
16. национальные меньшинства делятся на: а) лояльные нам, собственно члены всё ещё угнетённых народов; б) враждебные нам — москали, поляки и жиды.
а) имеют одинаковые права с украинцами…,
б) уничтожать в борьбе, в частности тех, которые будут защищать режим: переселять в их земли, уничтожать, главным образом интеллигенцию, которую нельзя допускать ни в какие руководящие органы, вообще сделать невозможным «производство» интеллигенции, доступ к школам и т. п. Руководителей уничтожат. Жидов изолировать, убрать из управленческих структур, а также поляков и москалей. Если бы была непреодолимая нужда, оставить в хозяйственном аппарате жида, поставить ему нашего милиционера над головой и ликвидировать при наименьшей провинности.
Руководителями могут быть только украинцы, а не чужаки — враги. Ассимиляция жидов исключается.
Оригинальный текст (укр.)Меншинева політика.
16. Національні меншини поділяються на:
а) приязні нам, себто членів досі поневолених народів; б) ворожі нам, москалі, поляки, жиди.
а) Мають однакові права з українцями, уможливлюємо їм поворот в їхню Батьківщину.
б) Винищування в боротьбі, зокрема тих, що боронитимуть режіму: переселювання в їх землі, винищувати головно інтелігенцію, якої не вільно допускати до ніяких урядів, і взагалі унеможливлюємо продукування інтелігенції, себто доступ до шкіл і т.д. Наприклад, так званих польських селян треба асимілювати, усвідомлюючи з місця їм, тим більше в цей гарячий, повний фанатизму час, що вони українці тільки латинського обряду насильно асимільовані. Проводирів нищити. Жидів ізолювати, поусувати з урядів, щоб уникнути саботажу, тим більше москалів і поляків. Коли б була непоборна потреба оставити, приміром, в господарськім апараті жида, поставити йому нашого міліціянта над головою і ліквідувати за найменші провини.

Керівники поодиноких галузей життя можуть бути лише українці, а не чужині — вороги. Асиміляція жидів виключається.— «Указания на первые дни организации государственной жизни
из инструкций Революционного Провода ОУН(б)
для организационного актива на Украине на период войны»
В заданиях, очерченных «Инструкцией Службы безопасности ОУН(б) на период войны» для самой СБ ОУН(б) и подчинённой ей «Народной милиции» указывалось:
…существуют элементы … которые при создании нового революционного строя на Украине должны быть нейтрализованы. Этими элементами являются
Москали, направленные на украинские земли для закрепления власти Москвы на Украине.
Жиды, как индивидуально, так и как национальная группа.
Иноземцы, преимущественно разные азиаты, которыми колонизирует Москва Украину с целью создания на Украине национальной шахматной доски.

Поляки, на западно-украинских землях, которые не отреклись от мечты о построении Великой Польши как раз за счёт украинских земель, хоть бы и Польша стала красной.

Предполагалось установление в «Украинской самостоятельной соборной державе» военно-политической диктатуры ОУН, обеспечиваемой армией и Службой безопасности ОУН(б):
Форма державной власти — политико-военная диктатура ОУН.
Вопрос государственной власти решается в этот период следующим образом:
а) во время боёв будет существовать суверенная власть ОУН, которая переходит тогда на войсковую основу, — то есть политико-военная диктатура ОУН, как система власти.
Оригинальный текст (укр.)Форма державної влади — політично-мілітарна диктатура ОУН.
Питання державної влади розрішується в цей період наступно:

а)у час боїв існуватиме суверенна влада ОУН, яка переходить тоді на військову стопу, — себто політично-мілітарна диктатура ОУН, як система влади.

В отношении красноармейцев предстояло распространять призывы не воевать за сталинский режим, распространять лозунги вроде: «сталинские и еврейские комиссары — первые враги народа!». Среди красноармейцев-украинцев следовало распространять информацию, что только УССД сможет обеспечить им надлежащие жизнь и свободу. В листовках следовало распространять идеи, что жизнь населения не улучшится в единой коммунистической Европе — «это брехня еврейских обманщиков», марксизм — «еврейская выдумка», «московско-жидовская коммуна — это враг народа». Ещё до начала войны предстояло распространять лозунги, призывающие уничтожать врагов
Бейте большевиков, командующих вами! Уничтожайте штабы, стреляйте москалей, жидов, энкаведистов, политруков и всех кто хочет войны и нашей смерти!
Оригинальный текст (укр.)Бийте большевиків, що вами командують! Винищуйте штаби, стріляйте москалів, жидів, енкаведистів, політруків і всіх, що хотять війни і нашої смерти!

Лозунги для распространения среди крестьян
Ни куска хлеба москалям! Пусть подыхают приблуды! Пусть сдыхает ненасытная кацапня! Не будьте милосердны! К нам милосердия не было!
Оригинальный текст (укр.)Ні куска хліба москалям! Хай здихають приблуди! Хай здихає ненажерна кацапня! Не будьте милосердні! До нас милосердя не було!
После ІІ (бандеровского) Съезда ОУН украинские националисты стали активно готовиться к грядущей войне. Одним из самых важных источников, раскрывающих характер будущей власти ОУН на Украине, каким его видела сама ОУН, являются инструкции Провода ОУН-Б «Борьба и деятельность ОУН во время войны». Эти инструкции регламентировали основные действия членов ОУН и их сторонников, которые те должны были осуществлять с началом войны. Инструкции были составлены из нескольких частей, написанных разными авторами. Каждая часть была посвящена какому-либо вопросу (общие указания, политические указания, военные инструкции, указания на первые дни организации государственной жизни, инструкции Службы безопасности (СБ) ОУН, пропагандистские указания). Как единый документ инструкции были составлены к маю 1941 г. за пределами УССР в контролируемой Германией Польше (Генерал-губернаторстве).

## С 22 июня 1941
После нападения 22 июня 1941 года Германии на СССР, планы украинских националистов стали претворяться в жизнь. К началу Великой Отечественной войны Краевому проводу ОУН на ЗУЗ (Западноукраинских землях) удалось мобилизовать до 10 тысяч оуновцев, которые начали бои с отступающими советскими частями. Вслед за фронтом, быстро двигавшимся на восток, были отправлены, сформированные бандеровцами так называемые «походные группы», маршрут продвижения которых был заранее согласован с абвером. Всего было создано три группы: Северная во главе с Николая Климишиным, восточная во главе с Николаем Лемиком и южная, главой которой стал Зиновий Матла. Эти группы выполняли функции вспомогательного оккупационного аппарата, они захватывали населённые пункты и формировали в них украинские органы местного самоуправления. В населенных пунктах, находившихся дальше от линии фронта, националисты распространяли листовки с призывами уклоняться от мобилизации и не помогать Красной Армии. Многие местные жители, мобилизованные в РККА, сами дезертировали и переходили к оуновцам.

На захваченных вермахтом территориях ОУН(б) начала формирование отрядов украинской милиции. 25 июня 1941 года Ярослав Стецько в своём письме-отчёте С. Бандере писал: «создаём милицию, которая поможет убирать евреев». В дальнейшем созданная милиция принимала активное участие в акциях по «убиранию» евреев. Деятели ОУН весьма принципиально относились к действиям своих милиционеров в данном вопросе:
28 июля 1941 года 

№ 82/п

г. Львов 28 июля 1941
Службе безопасности ОУН во Львове
Нас уведомляет протоиерей отец Табинский: наша милиция проводит теперь с немецкими органами многочисленные аресты жидов. Перед ликвидацией жиды защищаются всеми способами, в первую очередь деньгами. В соответствии с информацией отца Табинского, среди наших милиционеров есть те, которые за золото или деньги освобождают жидов, они должны быть арестованы. У нас нет никаких конкретных данных, но мы передаем вам для информации и дальнейшего использования.

Слава УкраинеОрганизация украинских националистов
Главный отдел пропаганды
Украинская милиция также занималась регистрацией еврейского населения и следила за исполнением евреями немецких распоряжений. Многие украинские националисты, особенно члены СБ, заняли должности глав районной полиции на Волыни.
Бандеровцы поддержали части 17-й армии вермахта во время взятия Львова. Перестрелки с подразделениями Красной армии продолжались до 28 июня. Перед отступлением из города, сотрудники НКВД расстреляли две с половиной тысячи политзаключённых, которые находились в тюрьмах «Бригидки», на Лонцкого и Замарстыновской тюрьме. Среди расстрелянных был и брат Романа Шухевича. Первым в Львов вошёл батальон «Нахтигаль», который находился в составе полка абвера «Бранденбург-800» и был укомплектован преимущественно из членов ОУН (б). В городе солдатами подразделения были взяты под охрану ключевые точки города — электростанция, вокзал, радиостанция, водонапорные башни и другие объекты.
В тылах передовых частей немецких войск Бандера и Стецько с группой сторонников 29 июня прибыли во Львов, где Бандера был задержан и возвращён в Краков, а Стецько на следующий день созвал «Украинские национальные сборы», провозгласившие 30 июня 1941 года «Акт возрождения Украинского государства» где указывалось, что «Украинское Государство будет тесно взаимодействовать с Национал-Социалистической Велико-Германией, которая под руководством своего Вождя Адольфа ГИТЛЕРА создает новый порядок в Европе и в мире и помогает украинскому народу освободиться из-под московской оккупации.»
Немецким властям не понравилось самовольство националистов. Уже 3 июля 1941 года между немецкой администрацией и членами Украинского национального комитета состоялась беседа, в которой представители немецкой администрации назвали акт незаконным, и заявили, что для Фюрера «украинских союзников не существует».
1 июля 1941 года во Львове и его окрестностях было распространено обращение Краевого Руководителя ОУН(б) на "Материнских Украинских Землях « Иван Климова подписанные псевдонимом „лейтенант Евген Легенда“ в которой оглашалось о создании Украинской Национальной Революционной Армии. В дальнейшем было выдано ещё несколько обращений. Так в третьем такой обращении указывалось: „главная роль на первом этапе войны на Востоке принадлежит Немецкой Армии. Пока немцы будут биться с москалями мы должны будем создавать свою сильную армию, что бы потом приступить к разделу мира и его упорядочивания“. Планировалось, что провозглашенное военное положение будут поддерживать "Военные Революционные Трибуналы" которы должны были обеспечивать "семейную и национальную ответственность за преступления против Украинской Державы и Украинской Армии." 27 июля 1941 в г.Ровно в центре города принял присягу "Первый курень (батальон) Украинского Войска имени Холодного Яра" под командованием С.Качинского (ставшего впоследствии одним из командиров УПА, также известно о формировании куреня УНРА в Луцке и ряде более мелких формирований в различных районах Галиции и Волыни.

Подчёркивая свою приверженность крайнему антикоммунизму, антисемитизму и русофобии, деятели ОУН(б) рассчитывали наладить отношения с немецкими властями. В заявлении руководителя новопровозглашённого „Украинского государства“ Ярослава Стецько говорилось:
Москва и жидовство — это самые большие враги Украины. Считаю главным и решающим врагом Москву, которая властно держала Украину в неволе. И, тем не менее, оцениваю враждебную и вредительскую волю жидов, которые помогали Москве закрепощать Украину. Поэтому стою на позициях истребления жидов и целесообразности переноса на Украину немецких методов экстерминации жидовства, исключая их ассимиляцию
Нацисты первоначально планировали появление такого „независимого государства“ — как следовало из меморандума Розенберга под названием „Общие инструкции всем представителям рейха на оккупированных восточных территориях“, в котором указывалось, что „Украина должна стать независимым государством в альянсе с Германией“. В его же речи от 20 июня указывалось уже только про возможность формирования украинского государства.
Из-за проявления самовольства немецкие власти отправили Бандеру и Стецько, находившихся в Кракове, под домашний арест и перевезли их в Берлин „для дачи пояснений“. Немцы обозначили это как „относительно мягкую меру предосторожности“. Бандере даже разрешалось гулять по Большому Берлину. Мельник был также взят под домашний арест в Кракове, но вскоре освобожден. Бандера был помещён под домашний арест в Кракове ещё 5 июля, а 6-го его отправили в Берлин, где от него потребовали прекратить действия против группы Мельника и отозвать „Акт 30 июня 1941“. 9 июля 1941 года во Львове на Стецько было совершено вооружённое нападение неизвестного, погиб водитель, но сам „глава правительства“ не пострадал. 14 июля Бандера был выпущен из-под ареста, но выезд из Берлина ему был запрещён. С 20 (по другими источникам 25) июля Бандера вновь находился под домашним арестом в Берлине, в то время как Стецько пребывал в Берлине без ограничений свободы. Домашний арест Бандеры не мешал ему заниматься руководством ОУН — к нему прибывали люди с информацией с Украины, а он направлял обратно письма и указания.

Из показаний бывшего начальника отдела Абвер-ІІ полковника Э. Штольце от 15 октября 1946 года:
После оккупации г. Львова германскими войсками Бандера со своим штабом переехал в Львов и без ведома германских властей, в том числе «Абвера», объявил об организации «самостоятельного» украинского правительства. Поскольку действия Бандеры противоречили планам германского правительства, отнюдь не намеренного предоставлять украинским националистам, не говоря уже об украинском народе, даже тени самостоятельности, Канарис предложил мне прекратить сотрудничество с Бандерой. Об этом я заявил Бандере, сказав, что его самовольные политические мероприятия свидетельствуют о нелояльном отношении к Германии. Бандера оправдывался, утверждая, что он стремился принести пользу Германии, но после этой встречи дальнейшая связь с ним была прекращена. Спустя некоторое время Бандера был арестован гестапо, и, как мне позднее сообщил командующий «добровольческими» соединениями германской армии — генерал Кестринг в январе 1945 г., Бандера был освобожден и привлекался Кестрингом для выполнения каких-то, мне неизвестных заданий.
3 августа оба лидера ОУН: С. Бандера и Я. Стецько,в связи с присоединением Галиции к Генерал-губернаторству, направили Гитлеру свои письма протеста.
14 августа 1941 года Бандера написал Альфреду Розенбергу письмо, в котором ещё раз попытался прояснить для немцев ситуацию, сложившуюся с ОУН(б). К письму С. Бандера приложил меморандум под названием „О немецком требовании ликвидировать Украинское государственное правление, созданное 30 июня 1941 г. во Львове“, имевший такие разделы: „Предыдущее сотрудничество ОУН с Германией“, „ОУН и перестройка Восточной Европы“, „Основы украинско-немецкой дружбы“, „Государство как источник творческого труда народа“, „Цель ОУН — Украинское государство“, „Акт 30.06.1941 и украинско-немецкое сотрудничество“, „Отношения ОУН с правительством Украинского государства“, „ОУН — за дальнейшее сотрудничество с Германией“ и „Заключительные положения“. В этом меморандуме, в частности, указывалось: „украинство борется против всякого угнетения, будь то жидовский большевизм или российский империализм“, „ОУН желает сотрудничества с Германией не из оппортунизма, а исходя из осознания необходимости этого сотрудничества для добра Украины“, „нет лучшей основы для украинско-немецкого сотрудничества, чем та, при которой Германия признает Украинское Государство“.

После расширения Генерал-Губернаторства, 7 августа 1941 года Краевой Центр (укр. Провід) ОУН-Р на западноукраинских землях издал «Декларацию Краевого провода ОУН (С. Бандеры) про борьбу за независимость Украины» (укр: «Декларація Крайового проводу ОУН (С. Бандери) про боротьбу за незалежність України»), в которой, в частности, указывалось, что:
Организация должна "приспособиться к создавшимся условиям и должна отвечать будущим потребностям Украины. Украинские националисты примут активное участие в общественной работе на всех участках национальной жизни. ОУН не идёт — вопреки провокационным сведениям вредителей украинскому делу — на подпольную борьбу против Германии. ОУН будет всеми способами противостоять проявлению неорганизованной, эмоциональной реакции, которая лишена всякого политического реализма и понимания шаткости нынешней ситуации, [и] даже при наилучших намерениях, может нести украинскому делу большой вредОригинальный текст (укр.)Організація має «пристосуватися до витворених умов та мусить відповідати майбутнім потребам України. Українські націоналісти приймуть активну участь у суспільній праці на всіх ділянках національного життя. ОУН не йде — всупереч провокативним вісткам шкідників української справи — на підпільну боротьбу проти Німеччини. ОУН буде всіма способами протиставлятися вияву неорганізованої, чуттєвої реакції, що позбавлена всякого політичного реалізму та зрозуміння хвилевости теперішньої ситуації, навіть при найкращих намірах, може нести українській справі великої шкоди»
Во время пребывания в городке Юзвин военнослужащие батальона «Нахтигаль» узнали про аресты Бандеры и Стецько. В сложившейся ситуации Шухевич направил в адрес верховного командования вооружённых сил Вермахта письмо, в котором указал, что в «результате ареста нашего правительства и лидера легион не может больше пребывать под командованием немецкой армии». 13 августа 1941 года «Нахтигаль» получил приказ передислоцироваться в Жмеринку, где на железнодорожном вокзале солдат разоружили (оружие вернули в конце сентября), оставив при этом личное оружие офицерам. После этого под охраной немецкой жандармерии их перевезли в Краков, а затем в Нойхаммер (современный Свентошув в Польше), куда батальон прибыл 27 августа.
Во Франкфурте-на-Одере 21 октября 1941 года составы «Нахтигаля» и «Роланда» были объединены в одно подразделение. С 25 ноября с членами, образованного таким образом «Украинского легиона», в составе которого насчитывалось около 650 человек, началось заключение индивидуальных контрактов на службу в германской армии сроком на 1 год — с 1 декабря 1941 по 1 декабря 1942 г.
Успехи немецкой армии и быстрое продвижение на восток к середине сентября 1941 года стали поводом для Гитлера окончательно отказаться от идеи появления «украинского государства». Агитация со стороны бандеровской фракции за «независимую Украину» вызвала недовольство нацистского руководства, рассматривавшего Украину как будущую колонию Третьего рейха. Отрицательно относились в Берлине и к борьбе, которую ОУН (Б) вела против сторонников Мельника. 30 августа в Житомире были убиты двое членов провода ОУН (М) — Омельян Сенник и Николай Сциборский. Руководство ОУН (М) немедленно возложило вину за это преступление на ОУН (Б). Бандеровская фракция заявила о своей непричастности к убийству. Однако 13 сентября глава РСХА Рейнхард Гейдрих подписал директиву об аресте руководства ОУН (Б):

«Члены группы Бандеры с некоторого времени развернули особую активность с целью добиться самостоятельного украинского государства всеми средствами. Они призывали в широко развернутой пропаганде жителей Галиции и украинское население в области операций не только против немецких распоряжений, но также и к устранению своих политических противников.
До сих пор убито свыше 10 членов руководимой Андреем Мельником организации украинских националистов. Среди убитых находятся известные в украинских националистических кругах одни из главных руководителей ОУН — Сенник и Сциборский, которые 30 августа на одной из улиц в Житомире были убиты из пистолетов одним из членов группы Бандеры. Можно предположить, что члены группы Бандеры для осуществления своих политических целей будут совершать другие террористические акты…
Предлагаю следующее:
а) Арестовать всех играющих какую-либо роль в движении Бандеры руководителей по подозрению в содействии убийству представителей движения Мельника. Чтобы обеспечить полный успех, провести аресты в пределах государства, в генерал-губернаторстве и в районе операций одновременно, а именно в понедельник 15 сентября 1941 года утром…

б) Закрыть бюро и конторы движения Бандеры и между прочим бюро Украинской службы по вопросам прессы в Берлине по ул. Мекленбургишештрассе, 78, а также Украинское бюро в Вене по Ландштрассе-Гауптштрассе. Произвести тщательный обыск в бюро и квартирах руководителей движения Бандеры, которые будут арестованы».
К наиболее активным членам ОУН(б) в Генерал-губернаторстве были применены репрессии. Стецько и Бандера, неоднократно пытавшиеся письменно объяснить свою позицию нацистскому руководству, были помещены в центральную Берлинскую тюрьму, и в конце 1941 — начале 1942 года были переведены в специальный корпус на территории концлагеря Заксенхаузен, где уже пребывали различные политические персоны. Попав в концлагерь, Бандера и Стецько фактически перестали быть лидерами западноукраинских националистов. От Западной Украины, где действовали многочисленные группы бандеровцев, их отделял «железный занавес»[прояснить]. Когда они вышли на свободу в 1944 году, то на территории Западной Украины уже действовала УПА, которая им не подчинялась, но и создана она была без участия Стецько и Бандеры.
В конце сентября — начале октября Николай Лебедь, который после ареста
Степана Бандеры замещал его в качестве главы Провода ОУН(б), организовал І Конференцию ОУН(б), где обсуждалась ситуация, сложившаяся после того, как немцы отказались признать провозглашённое Украинское государство, арестовали членов его правительства и развернули репрессии против членов ОУН. Ввиду успехов немецкой армии было принято решение не заниматься антинемецкой пропагандой, а уйти в подполье. Лебедь отдал приказ, чтобы националисты шли в вспомогательную полицию для получения боевых навыков, чтобы потом дезертировать с оружием. В одном из циркуляров ОУН предписывалось, чтобы от каждой станицы записывалось в полицию не менее 10 членов организации.
К ноябрю же отношения ОУН(б) и Германии накалились настолько, что в немецком документе «014-USSR» от 25 ноября 1941 года немцы пишут, что бандеровцы готовят восстание в рейхскомиссариате, и что все участники движения должны быть задержаны, допрошены, и, под видом мародеров, ликвидированы.

## 1942
Репрессии в отношении членов ОУН со стороны Германии продолжались и в 1942 году. В июле 1942 года немцами при попытке сбежать от гестаповцев в Киеве был убит Дмитрий Мирон-«Орлик». Он был проводником ОУН-Б в центральной и Восточной Украине. 4 декабря 1942 г. во Львове был арестован Иван Климов, который вскоре погиб в заключении от пыток. Для освобождения арестованных лидеров ОУН СБ устраивала спецоперации по их освобождению из тюрем. Так был освобожден Ярослав Старух. Службой безопасности СД в сентябре 1942 года в Киеве были арестованы два члена ОУН(м), в Николаеве пять (среди которых начальник охранной полиции) и один в Кировограде. Позднее в Киеве арестовали группу мельниковцев, в составе которой был «шеф пропаганды» Василий Кузьмик-Петренко.
К концу марта 1942 года «Украинский легион», где Роман Шухевич был заместителем командира, был направлен в Белоруссию в ведение 201 охранной дивизии полиции. За 9 месяцев пребывания на временно оккупированной территории Белорусской ССР, по собственным данным, «Украинский легион» уничтожил более 2000 советских партизан, потеряв 49 человек убитыми и 40 — ранеными.
В апреле 1942 года решением проходившей под Львовом второй конференции ОУН(б) «вооружённая борьба против немецкого оккупанта» откладывалась на неопределённый срок. Основными задачами ставилась борьба «против московско-большевистских влияний, против пропаганды партизанщины» и против «оппортунистов» — ОУН(м) и УНР. Также было принято решение «несмотря на негативное отношение к евреям, как инструменту московско-большевистского империализма, пока что воздержаться от участия в антиеврейских акциях» (укр: «Не зважаючи на нетактивне відношення до жидів, як знаряддя московсько-більшовицького імперіялізму, вважаємо за недоцільне в сучасний момент брати участь в протижидівській акції») В то же время по указанию руководителя провода ОУН на Волыни Дмитрия Клячкивского формируются т. н. «группы самообороны» (боевки) по схеме: «кущ» (3 села, 15—45 участников) — уездная сотня — курень (3—4 сотни). К середине лета на Волыни боевки насчитывали до 600 вооружённых участников.
Если исходить из немецкого документа «BA R 58/222» от 23 октября 1942 года, бандеровцы относились к немцам враждебно, а также, что в их «пропаганде все больше сходит на нет призыв к борьбе с большевизмом, он направлен практически исключительно против немецких властей и немецких оккупантов». На противостояние ОУН и Германии так же указывает документ «054-PS» от 7 октября 1942 года, там немцы обозначают движение Бандеры как «враждебно настроенную группу».
С осени 1942 года на Полесье и Волыни начали формироваться вооружённые отряды оуновцев, возглавляемые Дмитрием Клячкивским. Таким образом появилась Украинская повстанческая армия (УПА). В лесах уже активно действуют отряды Тараса Боровца, принявшего псевдоним «Тарас Бульба». Они не подчиняются УПА, потому что не желают участвовать в массовом уничтожении поляков и выполнять приказы Бандеры.
В октябре 1942 года состоялась «Первая войсковая конференция ОУН(б)», на которой был сделан вывод, что немцы Англию и США не победят, не победят и Советский Союз. Из чего следует, что большевики займут все украинские земли, а поэтому необходимо подготовиться к борьбе с ними. В связи с этим, военный вопрос в ОУН должен быть поставлен на первое место, как самый важный. ОУН должна мобилизовать на борьбу против большевиков весь украинский народ. Один из участников конференции — Василий Ивахив (псевдо — «Сом»), отметил: «На Украине, особенно на Востоке, уже смеются над нами … говоря, что мы только ходим и проповедуем, чтобы немцы имели кого расстреливать, а борьбу против немцев ведут лишь красные партизаны. Если мы не хотим потерять свое влияние на народ, то борьбу против немцев должны полностью взять в свои руки… Краевой провод „СЕВЕР“ несколько раз обращался в провод ОУН за разрешением начать борьбу против немцев и поляков, в чём провод всегда отказывал.»
По результатам конференции была образована комиссия в составе Ивана Климова (псевдо — «Легенда»), Луки Павлишина (псевдо — «Вовк»), и Василия Ивахива, задачей которой была разработка программы создании армии.
В проекте «Инструкции по созданию украинской армии», разработанной комиссией, в частности, в разделе «Организация внутренней безопасности», предлагалось евреев и поляков не уничтожать, так как за них заступятся Англия и США, но выселить их из Украины. При этом евреям разрешалось взять с собой «кое-что», а полякам — всё, что захотят. В разделе инструкции «О военнопленных» предлагалось «политруков и евреев — уничтожать». Кроме того, «инструкция» предлагала обещать полякам Галицию и Волынь, чехам — Закарпатье, а румынам — Буковину и Бесарабию «и даже больше».
В начале декабря 1942 года во Львове, в обстановке повышенной секретности, собралась «Военная конференция ОУН(б)», на которой было принято решение об ускорении работы по созданию вооружённых формирований ОУН. В итоговом документе также подчёркивалось, что «всё боеспособное население должно встать под знамёна ОУН для борьбы против смертельного большевистского врага». В целом тезис «в то время когда на Востоке стоят ещё миллионные большевистские армии, любая наша вооружённая акция против немцев была бы помощью Сталину» отображал основную направленность действий ОУН(б) в 1942 году.
1 декабря 1942 года истек срок годичного контракта военнослужащих «Украинского легиона», однако, никто из них не согласился подписать новый контракт. После чего подразделение было расформировано, а его бывших солдат и офицеров начали перебрасывать обратно в дистрикт Галиция Генерал-губернаторства. Во Львове рядовых участников батальона уволили со службы, а офицеров арестовали и держали заключёнными до апреля 1943. Некоторым из них удалось убежать из-под стражи ещё во время конвоирования. Среди них и Роману Шухевичу.

## 1943

### III конференция ОУН-Б и создание УПА
После разгрома немцев в Сталинграде и с приближением Красной Армии к Украине активность советских партизан на её территории значительно возросла. Зимой 1942—1943 года сюда перебазировались два крупных партизанских соединения из Белоруссии. Всё большая часть населения ассоциировала советских партизан с защитниками от немецких оккупантов, в то время как ОУН(б) всё больше теряла свою популярность.
Обстоятельства вынуждали её действовать: 17—21 февраля 1943 года вблизи Олеска на III конференции ОУН было принято решение об активизации деятельности и начале вооружённой борьбы. Этот шаг имел такие цели: а) «оторвать от влияния Москвы те элементы украинского народа, которые ищут у неё защиту от угрозы со стороны немецкого оккупанта; б) демаскировать московский большевизм, который свои империалистические намерения и далее угнетать Украину прикрывает лозунгами защиты украинского народа и других угнетенных народов от немецкого оккупанта; в) добыть для украинского народа и для национально-освободительной борьбы независимую позицию на внешнеполитической арене».
Несмотря на то, что большинство собравшихся выступили за начало активных действий, включая и вооружённую борьбу, они при этом высказывали разные мысли. Призывы М. Степняка (руководитель ОУН в дистрикте Галиция) к развёртыванию широкого вооружённого восстания против германских оккупационных органов не нашли поддержки у большинства членов конференции, которые поддержали Романа Шухевича, по мнению которого основная борьба должна быть направлена не против германской оккупации, а против советских партизан и поляков. Борьба же против германских оккупантов должна была вестись исходя из интересов ОУН и иметь характер самообороны украинского народа.
Новое вооружённое формирование планировалось назвать «Украинская освободительная армия», но в первоначальный период вооружённые отряды ОУН(б) именовались «вооружёнными подразделениями независимцев-государственников» (ОУН(б) изменила своё название на ОУН-СД (укр. самостійників-державників) в феврале 1943). 22 февраля представители ОУН (б) встретились с главой уже действовавшей УПА Тарасом Боровцом для обсуждения совместной деятельности Однако ни эта, ни вторая встреча, состоявшаяся 9 апреля, не принесла желаемого результата ни одной из сторон. По словам самого Т. Д. Боровца, для него неприемлемыми были: а) диктат Бандеры; б) планируемые ОУН(б) акции против польского населения.
Согласно перехваченному советскими партизанами приказу, собственно начало «формирования украинской национальной армии за счёт полицейских, казаков и местных украинцев бандеровского и бульбовского направления» пришлось на 2-ю декаду марта 1943 года. «Главными пунктами формирования украинской национальной армии должны были быть Волынский, Свинарский и другие леса». Советскими партизанами отмечалось «движение в этом направлении украинских полицейских и гражданских националистов из Львовской и других западных областей».
Ряды будущей УПА в период с 15 марта по 4 апреля 1943 года пополнило от 4 до 6 тысяч сотрудников полиции. Бывшие полицейские, перешедшие в УПА по приказу бандеровской ОУН, вместе с полицейскими из интегрированных отрядов Боровца и ОУН (м), а также других полицейских подразделений, составляли к концу 1943 года приблизительно половину всего состава УПА.

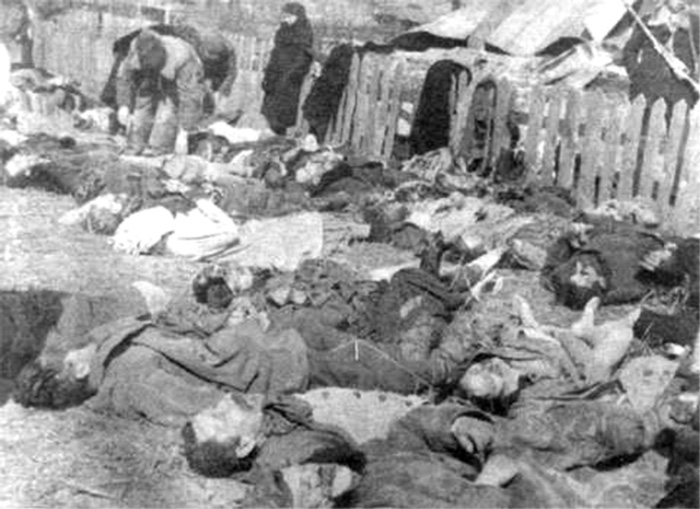
Поляки — жертвы акции ОУН(б) 26 марта 1943 года в ныне несуществующем селе Липники, Костопольский район (Волынь)

### Третий чрезвычайный большой съезд ОУН(б)
С 21 по 25 августа 1943 года на хуторах около села Золотая Слобода Козовского района Тернопольской области проходил Третий чрезвычайный большой съезд ОУН(б). В его ходе был оформлен отказ от идеологии интегрального национализма, были изменены программа и устав ОУН(б), провозглашена борьба и против большевизма и против немецкого нацизма: враждебными были объявлены «интернационалистические и фашистско-национал-социалистические программы» и «цели московского империализма, а именно: завладеть господством над Европой, а в следующую очередь надо всем миром», а кроме того, политика «польской верхушки» как враждебная украинскому национальному движению; в качестве цели борьбы было выбрано строительство социально-ориентированного «Украинского Самостийного Соборного Государства».

### Действия УПА против нацистов
Из протокола допроса члена центрального провода ОУН Михаила Степаняка от 30 августа 1944 года:«Начиная со 2-й конференции ОУН — бандеровцы стали склоняться к антинемецкой позиции в вопросах антинемецкой пропаганды. На 2-й и 3-й конференциях был принят ряд решений антинемецкого характера, однако в жизнь они не были проведены. Проводимая ОУН антинемецкая пропаганда была рассчитана не на поднятие масс на борьбу против немцев, а на завоевание на этой почве масс украинского народа для борьбы против Советского Союза».
Хоть по словам Михаила Степаняка «решения полномасштабного антинемецкого характера не были приведены в жизнь», но, все же, в некоторых листовках ОУН(Б) и УПА стали появляться взывания к народам Узбекистана, Кавказа, Туркменистана и других советских республик. А так же кроме лозунгов по типу «Украина для украинцев!» стали появляться такие как «Свобода народам! Свобода человеку!». Нацистов стали приравнивать к «оккупантам» и «грабителям». Так, например, в октябрьской пропагандистской листовке ОУН(б) 1943 года указывалось, что «Повстанцы ведут героические сражения с гитлеровскими грабителями и защищают имущество и жизнь граждан Украины»..
О вооружённом конфликте немцев и бандеровцев свидетельствуют отчёты советских партизан. Например, разведсводка № 57 Украинского штаба партизанского движения сообщает: «Кременецкий округ (Кременец, 60 км сев. Тернополя) 6 апреля 1943 года был объявлен на чрезвычайном положении ввиду того, что немцы в этом округе подвергались нападению украинских националистов „бандеровцев“. Немцы из многих населённых пунктов были вытеснены, и им удалось восстановить положение при помощи крупных карательных отрядов».
Отряд имени Ф. Михайлова сообщал в центр, что дело идёт до вооружённого восстания украинцев, что «вооружённые силы бандеровцев исчисляются уже дивизиями», что на вооружении у них есть «винтовки, пулемёты, лёгкие пушки, бронемашины и даже танки».
В своём дневнике один из руководителей советского партизанского движения на Украине С. В. Руднев отмечал, что вооружённые отряды украинских националистов: «бульбовцев» и «бандеровцев» в районах своих действий ведут борьбу с немцами, партизанами и друг с другом. При этом занимаются поголовным уничтожением польского населения.
Про столкновение УПА с вермахтом свидетельствуют и немецкие архивы. В немецком документе от 19 марта 1943 года, говорится, что «Наблюдавшееся недавно стремление групп Бандеры и Мельника к сближению можно рассматривать как несостоявшееся. Движение Бандеры принципиально отклонило совместные действия с группой Мельника на том основании, что „летом 1940 г. Мельник сотрудничал с немецкими инстанциями“.». В том же документе говорится: «В зоне действия командира Полиции безопасности и СД Харькова нелегальная группа НКВД общалась с группой Бандеры и совершенно открыто сотрудничала с ней.», а так же: «Более того, группа Бандеры перешла к воплощению в жизнь своей пропаганды бандитской войны. Например, в области Сарны — Костополь действует мощная банда Бандеры под руководством украинца Боровца, который одновременно является ответственным за партизанское движение в центральном руководстве ОУН Бандеры. Банда, состоящая из 1 тыс. человек, никоим образом не наносит вреда местному населению, но свои акции направляет исключительно против немецких органов и учреждений. Из перехваченных тайных приказов видно, что она концентрируется на „непосредственно предстоящей попытке переворота“.». В отчёте рейхскомиссара Украины Эриха Коха о сельскохозяйственных потерях 4 апреля сказано следующее: «Особо опасны выступления национально-украинских банд в районах Кременец-Дубно-Костополь-Ровно. В ночь с 20 на 21 марта национально-украинские банды захватили в Кременецкой области все районные сельскохозяйственные пункты и полностью уничтожили один служебный пункт. При этом погибло 12 немцев-хозяйственников, лесников, солдат и полицейских. Хотя силы полиции и вермахта были немедленно предоставлены в распоряжение, до сего дня отвоевано только 2 района…». В телеграмме от 25 августа 1943 года Обергруппенфюрера СС Ганса Прюцмана в адрес Главнокомандующего территории группы армий «Юг» действия УПА рассматриваются, как «украинское национальное восстание на Волыни», далее в документе сообщалось: «Поскольку на севере Украины возникают из-за этого большие неконтролируемые районы, то в ближайшем будущем следует рассчитывать на усиленное давление банд в южном направлении». Нападения частей УПА на немецкие военные подразделения, как следует из немецких архивных документов, продолжались по август 1944 года.
Польские историки также отмечают большую активность УПА в боях с польской вспомогательной полицией. Так например, в мае 1943 года немцы для борьбы против УПА перебрасывают из Белоруссии на Волынь 202-й батальон шуцманшафта, в составе которого находилось 360 человек. Этот батальон практически целиком и полностью состоял из поляков, он участвовал в боях против УПА в лесах вокруг Костополя и вел карательные акции против украинского населения за поддержку УПА. В течение четырёх месяцев батальон потерял в боях с УПА 48 человек. То, что акции УПА были вредны для немцев, указывают воспоминания польского полицейского из 202 батальона.
В «Справке СБУ No 113 от 30 июля 1993 года» указывается, что «В архивах содержатся материалы, трофейные документы ОУН-УПА и немецких спецслужб, которые свидетельствуют лишь о мелких стычках между подразделениями УПА и немцами в 1943 году. Никаких значительных наступательных или оборонительных операций, масштабных боёв в документах не зафиксировано. Тактика борьбы подразделений УПА с немцами в указанный период сводилась к нападениям на посты, мелкие войсковые подразделения, обороны своих баз, засад на дорогах».
В протоколе допроса участника южной группы УПА Михаила Конотопа сказано, что он будучи бойцом действующей Красной Армии, в феврале месяце 1942 года Конотоп попал в плен к немцам и находился в лагере для военнопленных в г. Дубно Ровенской области, что его из этого лагеря освободила УПА: «Я содержался в лагерях в г. Дубно, где было около 8 тыс. военнопленных. 3 октября 1943 года отрядами „УПА“ был произведен налет на наш лагерь. Чтобы воспрепятствовать освобождению военнопленных, немецкая охрана лагеря из пулемёта расстреляла более 2 тыс. человек, остальных, свыше 5 тыс. военнопленных, отряды „УПА“ увели с собой».

### Действия против советских и польских партизан и диверсантов
Главными врагами УПА были советские партизаны. Им удалось осложнить боевую деятельность партизан во многих районах Волыни и Полесья, мешать проведению диверсионных действий на немецких коммуникациях. УПА сумела в значительной степени сорвать планы советского командования по вводу партизанских соединений на территорию Галиции для действий на немецких коммуникациях в 1944 г.
Первые сообщения об активизации украинских националистов в действиях против советских партизан относятся к началу весны 1943 года, хотя и в 1942 году националисты стремились уничтожать небольшие разведывательно-диверсионные группы, сбрасываемые с самолётов на территорию Волыни. С момента формирования УПА, в 1943-44, уничтожение советских диверсионных групп отрядами националистов стало нормой. В то же время попытки вести действия против партизанских отрядов и попытки засылки своих агентов в них для уничтожения командного состава заканчивались безрезультатно.
Так, операция 6 сотен УПА (курень «Осипа» и курень «Крапивы») 22 июля 1943 года против отряда советских партизан из 200 человек не принесла результата, а попытки уничтожить партизанское соединение А. Ф. Фёдорова силами групп УПА «Туров» и «Заграва» в октябре 1943 были легко отбиты.
Рейд Ковпака (июнь-сентябрь 1943) в Галицию привёл к экстренному формированию Украинской национальной самообороны (УНС) — указание на её формирование ОУН дало 15 июля 1943 года. Уже в августе 1943 года отряды УНСО нападали на мелкие группы ковпаковцев, отходивших к месту сбора в Полесье.
УПА вела также довольно успешную борьбу с малочисленными польскими партизанскими отрядами на Волыни, но с формированием в начале 1944 года в районе Пшебраже 27-й пехотной дивизии АК инициатива перешла на сторону поляков, поддержанных советскими партизанами.
На территории Генерал-губернаторства (Холмщина, Подляшье) в боях с польскими партизанами с осени 1943 УПА действовала совместно с подразделениями дивизии СС «Галиция»

### Действия против вооружённых формирований ОУН(М) и Бульбы-Боровца
К моменту начала формирования бандеровской УПА (весна 1943), в ряде районов Волынской, Ровенской, Каменец-Подольской и в западных районах Житомирской области с начала 1942 года уже действовала УПА под командованием Тараса Бульбы-Боровца. Также с лета 1942 года начали действовать вооружённые отряды, включавшие отошедших от ОУН(б) и сторонников УНР — Фронт украинской революции (ФУР) и другие украинские отряды, не подчинявшиеся ОУН(б). На первоначальном этапе формирования бандеровской УПА они в ряде регионов действовали совместно.
В конце июня 1943 года вышло распоряжение Романа Шухевича о переподчинении всех вооружённых отрядов бандеровской УПА. С этого момента бандеровская УПА перешла к насильственному поглощению или уничтожению отрядов «оппортунистов» (ОУН(м)) и «атаманчиков» (УПА Бульбы-Боровца). 7 июля 1943 года вооружённые формирования ОУН(б) разбили военные обозы ОУН(м). Взятые в плен командиры других отрядов частично уничтожались Службой безопасности ОУН-УПА (СБ). На август 1943 года приходится пик активных действий бандеровской УПА против УПА Бульбы-Боровца, в результате чего были убиты несколько её командиров и захвачена жена Бульбы-Боровца (которая после пыток СБ ОУН(б) была также убита). К концу сентября 1943 года УПА Бульбы-Боровца фактически перешла в подполье. По мнению советских историков, действия бандеровской УПА против УПА Бульбы-Боровца были обусловлены соглашением между ОУН(б) и немецкими спецслужбами.

## 1944

### Возобновление сотрудничества с немцами
На рубеже 1943—1944 годов УПА была самой многочисленной за все время своего существования, объединяя не менее 40 000 человек, в том числе и подпольные кадры ОУН. Согласно данным командира УПА — Евгения Басюка — 60 % старшин и стрельцов были галичанами, 30 % — волынянами и полищуками, и только 10 % — жителями Приднепровья. В то же время, радиограмма партизанского отряда Сабурова 15 февраля 1944 года гласила: «40 процентов состава УПА на Волыни не являются украинцами. Среди них объявлялись ингуши, осетины, черкесы, турки, частично русские».
К концу 1943 года ОУН-Б взяла курс на максимальное сворачивание наступательных действий против немцев и начала копить свои силы на борьбу против СССР. Было принято решение увеличить численность УПА путём мобилизации населения и широко развернуть строительство схронов. Лишь после прихода советских войск следовало выступить против Советского Союза. С конца 1943 г. начальники немецких разведорганов в оккупированной Украине в своих рапортах прямо ссылаются на то, что ими «встановлено контакт із Р. Шухевичем через посередників». В частности, сохранился в архивах документ, из которого следует, что Шухевич обращался к немцам с предложением «озброїти за німецький рахунок загони УПА в Галичині й перекинути їх через лінію фронту». Немцы эту инициативу Шухевича отклонили. Но столкновения с германскими войсками продолжались. В документе абвера под названием «Украинское движение сопротивления» датированного 9 февраля 1944, сообщалось: «Национально-украинское движение (Бандеровцы) распространяется на населенных украинцами частях Галичины. Военная организация называется Украинская Повстанческая Армия (УПА). Её общая численность в Украине насчитывает вроде бы 80 тыс. человек. Главным противником УПА в Галичине наравне с немецкими органами управления являются поляки. УПА готовится к тому, чтоб в случае отступления немцев с Галичины решительно исключить поляков и самой взять власть в свои руки».
В сообщениях советских партизан относительно действий УПА в 1944 году указывалось: «Находясь продолжительное время (июнь 1943 — январь 1944) на территории Волынской и Ровенской областей, мы не располагаем какими-либо фактами о том, где украинские националисты, помимо повсеместной пустой болтовни в своей печати, вели борьбу против немецких захватчиков и поработителей». (из докладной записки Хрушеву и Строкачу дважды Героя Советского Союза генерал-майора А. Ф. Фёдорова 21 января 1944 года).
В 1944 году командующий УПА-Север Дмитрий Клячкивский по кличке издал совершенно определённый приказ своим подчиненным: «Боротьби з мадярами, словаками… та іншими союзними військами Гітлера не ведемо».
С конца февраля — начала марта 1944 года советские партизаны сообщали о совместных действиях немцев и националистов против них. Основным негативным фактором от действий УПА указывалась утрата одного из важнейших козырей партизан — скрытности перемещения, — наблюдатели ОУН и УПА сообщали немцам о местонахождении партизанских отрядов. Им же УПА передавало захваченных партизан и парашютистов.
В начале 1944 года в сообщении, направленном главе сети «Вервольф» обергруппенфюреру СС Гансу Прютцману, отмечалось: «…УПА систематически направляет агентов на оккупированную вражескую территорию, результаты разведки передаются в Департамент 1с Армейской группы на Южном фронте».
29 января 1944 года командующий 13-го армейского корпуса вермахта Артур Хауффе (нем. Arthur Hauffe) в своём приказе отметил, что «действия УПА против немцев приняли меньшие размеры» и «в последние дни националистические банды искали контакт с германскими войсками», а в случае «достижения в переговорах согласия последних по ведению ими боёв исключительно против Красной Армии, советских и польских партизан» им позволялось передавать небольшое количество оружия и боеприпасов, не допуская при этом возможностей его накопления в больших количествах. Этот подход был одобрен и командованием 4-й танковой армии, в состав которой входил корпус. С февраля 1944 г. отряды УПА совместно с частями 14-й пехотной дивизии войск СС «Галиция» ведут борьбу с советскими и польскими партизанами на территории дистрикта Галиция Генерал-губернаторства.
На совещании начальников 101-й, 202-й и 305-й абверкоманд во Львове 19 апреля 1944 г. начальник «Абверкоманды 101» подполковник Лингардт сообщал, что ранее он проводил свою разведывательную работу главным образом через военнопленных: «Под влиянием военных успехов Красной Армии сейчас почти невозможно привлекать их для использования в немецких интересах. По этой причине единственной возможностью для него остаётся использование людей УПА. За линией фронта без связи с УПА его разведывательная деятельность была бы немыслимой». Начальник «Абверкомманды 202» подполковник Зелигер высказал аналогичные взгляды. Против высказался начальник «Абверкомманды 305» полковник Христианзен, поскольку по вине УПА 14 пехотная дивизия СС «Галичина», равно как и украинская вспомогательная полиция, большей частью находятся на грани разложения, а их члены массово переходят в ряды повстанцев, а совершая террор против поляков, УПА также выступала в дистрикте как дестабилизирующая сила.
По немецким данным, весной 1944 года действия УПА «против интересов Германии» выражались в «…пленении и грабеже немецких солдат…». Таким образом, от рук повстанцев гибли нацисты, сопровождавшие обозы или охранявшие склады, на которые нападали бандеровцы, желая пополнить запасы, а взятые националистами в плен солдаты вермахта чаще всего обезоруживались и отпускались.
Вот венгерские войска защищали польское население от террора УПА и с мая 1944-го вели активные боевые действия против отрядов УПА на Станиславщине (современная Ивано-Франковская область).
Перед изгнанием гитлеровцев с территории Украины и возобновлением советской власти, 11—15 июля был создан Украинский главный освободительный совет (УГВР). Его номинальным президентом и руководителем президиума (аналог подпольного парламента) был избран Кирилл Осьмак, бывший украинский эсер и кооператор, который в 1920—1930-х гг. находился на территории СССР и, таким образом, символизировал единство Восточной и Западной Украины. Руководителем Генерального секретариата был избран Роман Шухевич. Было создано три «министерства» — военных, иностранных и внутренних дел. УГВР пытался наладить контакты с западными союзниками, в частности через Швейцарию с политическими кругами Великобритании.
К осени 1944 года немцы освободили С. Бандеру и Я. Стецько с группой ранее задержанных деятелей ОУН. Немецкая пресса публиковала многочисленные статьи об успехах УПА в борьбе с большевиками, называя членов УПА «украинскими борцами за свободу».

## Национальная политика и вопрос об участии в массовых убийствах
Отношение и планы бандеровцев к национальным меньшинствам характеризуются по-разному исследователями. Некоторые показывают ОУН(б) как организацию, лишенную особой враждебности к другим национальностям, другие же указывают на антисемитскую, антипольскую и антирусскую позиции и стремление устроить геноцид соответствующих меньшинств.
Ещё до нападения Германии бандеровцы из ОУН планировали этнические чистки и предлагали программу «Украина для украинцев», плакаты с этим лозунгом националисты расклеивали по Львову 30 июня. Кроме того, бандеровцы считали евреев социальной опорой коммунистов. Уже 30 июня ОУН начала формировать организованные отряды из националистов, которые затем ловили евреев и проводили облавы. Они носили на руке сине-жёлтые нарукавные повязки (цвета украинских символов). Националисты ходили по домам в поисках евреев, водили их по улицам и сопровождали к местам убийств.
Документы ОУН(б) свидетельствуют о том, что в начале 1940-х евреи, поляки и русские рассматривались как исторически враждебные группы. В частности указания Провода ОУН(б) содержали указание о делении национальных меньшинств на «дружественные» и «враждебные» (поляки, русские, евреи). Первые наделялись одинаковыми правами с украинцами, и им «создавалась возможность возвращения на родину». По отношению к вторым предполагалось «истребление в борьбе тех, кто будет защищать режим», в особенности истребление интеллигенции и не допущение возможности её создания (доступа к школам). Польских крестьян предполагалось ассимилировать, «разъясняя им, что они украинцы», ассимиляция евреев исключалась. В инструкции СБ ОУН(б) от мая 1941 года сообщалось, что к факторам, которые рассматриваются как опора советской власти, и должны быть обезврежены, относятся евреи, поляки, русские и «разные азиаты, которыми Москва колонизует Украину». Ярослав Стецько считал целесообразными немецкие методы уничтожения евреев и исключение их ассимиляции.
К историческим врагам украинские националисты относили также румынов и венгров. Так, в одном из обращений ОУН к украинцам, написанном вскоре после нападения Германии на СССР, «вечными врагами» помимо «москалей» были названы «поляки, румыны, мадьяры». Однако никаких действий против румын и венгров украинские националисты провести не успели, так как вскоре после нападения Германии на СССР территории, где проживали румынское и венгерское меньшинства, были оккупированы румынскими и венгерскими войсками соответственно. Венгерские войска оккупировали часть Станиславской области, а уже 14 августа 1941 г. территория, оккупированная Венгрией, была передана немецкой администрации. Никаких активных действий против венгерских сил украинские националисты в этот период не предпринимали. На территории занятой Румынией Северной Буковины украинские националисты также, хотя и проводили антирумынскую агитацию, и даже замышляли теракты против представителей румынской администрации, каких-либо активных выступлений против румын не предприняли.
В 1941 году антисемитизм был составной частью идеологии украинского национализма. В июле 1941 года украинские националисты из ОУН Степана Бандеры приняли участие в организации и проведения погрома во Львове.
В июле 1941 года ОУН (б) декларировали: «Поляков — за Сян, немцев — в Берлин, евреев — на виселицы».
7 июля 1941 года во Львове состоялось совещание руководителей ОУН (б), на котором было принято решение применять по отношению к евреям «все методы, которые приведут к их уничтожению».
По данным исследований милиция и отряды, организованные местными лидерами ОУН(б) действовали в конце июня-августе 1941 года во многих местах на территории Волынской, Ровенской, Житомирской, Киевской, Львовской, Ивано-Франковской, а также некоторых других областей. На этой территории милиция созданная ОУН(б) выполняла вспомогательную роль в массовых казнях, проводимых нацистами, а также в менее массовых и единичных убийствах военнопленных и местных жителей.
В постановлениях ІІ Конференции ОУН-Б 1942 г. в пункте, посвящённом отношению ОУН к народам и национальным меньшинствам, сообщалось о стремлении ОУН «навязать дружеские отношения и сотрудничество на основе самостоятельных национальных государств и сильного фронта порабощенных народов».
На І Войсковой Конференции Главной военной командой было решено венгров, чехов и румын не трогать. «Не трогать» предписывалось также «других нацменов СССР». К военнопленным из западноевропейских стран (англичане, французы, голландцы, бельгийцы) надлежало относиться наилучшим образом и сразу же освобождать.
С созданием Украинской повстанческой армии в некоторых пропагандистских листовках ОУН (Б) стали появляться более нейтральные, по отношению к другим национальностям, призывы и лозунги. Так, например, в одной из пропагандистских листовок ОУН(Б) за июнь 1943 года было взывание к народам Узбекистана, Туркменистана, Кавказа, и других советских республик, в том числе взывание было адресовано и к «народам Азии». В частности националисты призывают эти народы к «национальным революциям», утверждая, что «Москва целыми веками грабила у Вас Ваш хлеб, Ваше железо, Ваш уголь, Ваш скот, Ваш хлопок, а во время войны брала с Вас — подать крови» и что, «Сегодня хочет заменить империалистическую Москву — Берлин». Это все было подкреплено лозунгами «Свобода народам, свобода человеку!» и «За самостоятельные государства народов Европы и Азии!». ОУН (б) налаживали связи с националистами Армении, Литвы, Грузии, Азербайджана и других советских республик для совместной борьбы против СССР. Через татарских националистов в Крыму бандеровцы пытались установить контакты с турецким правительством.
Весной 1943 года немцы начали формирование 14-й дивизии СС из украинских добровольцев дистрикта Галиция и «Украинской освободительной армии» — (укр. УВВ) из «восточных украинцев», преимущественно военнопленных.
В томе же году начались события, названные Волынской трагедией. По данным польских официальных источников, в 1943—1944 годах на Волыни погибло шестьдесят тысяч поляков и двадцать тысяч украинцев, основная вина за это лежит на украинских националистах, действовавших под руководством Дмитрия Клячкивского. В 2016 году парламент Польши квалифировал преступления украинских националистов против польского населения как геноцид.
После утверждения нового курса ОУН-Б на ІІІ Чрезвычайном Съезде ОУН-Б украинские националисты стали прилагать ещё более интенсивные практические усилия для осуществления лозунга «Свобода народам! Свобода человеку!». Сам этот лозунг из сравнительно маргинального для ОУН в момент нападения Германии на СССР стал центральным в пропаганде УПА. Венцом пропагандистской кампании по привлечению представителей различных народов к борьбе УПА стала состоявшаяся в ноябре 1943 г. «Конференция порабощенных народов Европы и Азии». Она состоялась 21—22 ноября 1943 г. в лесах Ровенской области. В работе конференции приняли участие 39 «делегатов» от 13 народов. Среди них: 6 грузин, 5 азербайджанцев, 5 узбеков, по 4 татарина и армянина, по два белоруса, казаха, осетина, по одному башкиру, кабардинцу, черкесу и чувашу. Обращает на себя внимание, что русские (как и поляки) среди «порабощенных народов» представлены не были. Несмотря на подвижки в отношении ОУН к русским, она не рассматривала русских в качестве «порабощенных народов» наряду с другими, считая их имперским народом.
Чешское население Волыни, находившееся в сложной ситуации противостояния между украинцами, поляками и немцами, старалось не принимать чью-либо сторону, чтобы избежать конфликта с другими. Самой большой проблемой для них была УПА, конфликта с которой они всеми силами стремились избежать. Что им и удалось. Были примеры благосклонного отношения чехов к УПА и обеспечения её продовольствием. Однако, в 1943—1947 годах УПА убила около 350 чехов: явно вставших на сторону Польши, подозреваемых в прокоммунистических симпатиях, за помощь полякам, состоящих в смешанных браках с поляками. На подконтрольных УПА территориях, одновременно с раздачей польской земли крестьянам, украинское командование разрешало чехам наряду с остальным национальными меньшинствами создавать школы со своим языком обучения, где украинский был бы лишь одним из предметов. Однако, глава Рейхскомиссариата «Украина» Эрих Кох отмечал в своём сообщении Альфреду Розенбергу, что украинские националисты уничтожают не только польское, но и чешское население. По подсчетам некоторых польских историков, всего во время Второй мировой войны боевиками УПА было убито более 300 волынских чехов. И действительно, по показаниям одного из сотрудников СБ-ОУН, среди народов, которые глава СБ Ровенского района «Макар» назвал врагами, подлежащими уничтожению, были и чехи. Однако, каких-либо античешских мотивов в периодике ОУН и УПА того времени не было. Видимо, такая античешская политика была местной политикой, возможно, инициативой «снизу», и не захватывала всей территории подконтрольной УПА.
Отдельным вопросом является отношение украинских националистов к цыганам. Цыгане составляли достаточно небольшое меньшинство на западноукраинских землях. По крайней мере, часть националистов их не очень жаловала. Например, в обращении к украинцам Холмщины и Подляшья, написанном от имени группы УПА «Туров», было сказано: «для уничтожения украинского народа вечный враг Украины Москва шлет целые ватаги цыган, москалей, жидов и прочей сволочи, т. наз. „красных партизан“».
В послевоенное время участники ОУН(б) старались отрицать свою причастность к массовым убийствам и сотрудничество с немцами, некоторые документы даже были фальсифицированы.
24 октября 1949 года во Львове убили Ярослава Галана, советского писателя и западноукраинского коммуниста. Галан был известен жёсткой критикой ОУН и греко-католической веры, за что он, вероятно, и поплатился жизнью. Ему нанесли 11 ударов топором по голове — явно избыточно, в припадке ярости. Причастность УПА к смерти писателя ещё в СССР доказали спецслужбы, найдя организатора и исполнителей. В ходе следствия выяснилось, что организовал теракт руководитель Жовковского надрайонного провода ОУН Роман Щепанский (Буй-Тур). В исполнители он подобрал студентов Илярия Лукашевича и Михаила Стахура. Именно они и зарубили топором западноукраинского коммуниста. Об убийстве срочно уведомили Никиту Хрущёва и министра госбезопасности СССР Виктора Абакумова. Убийц вскоре нашли и приговорили к смертной казни.

## Политическая борьба в ОУН и альтернативы национальной политики
На ІІ Конференции ОУН в 1942 г. разбиралось «дело» бывшего главы УНРА Ивана Климова. По словам Михаила Степаняка, он имел личные властные амбиции, даже хотел арестовать Николая Лебедя и его сторонников и сам встать во главе Провода. Причиной его недовольства политикой Николая Лебедя, по мнению украинского исследователя Дзьобака, было несогласие с пронемецкой политикой Провода. Климов предлагал милитаризовать ОУН, мобилизовать население для борьбы с немцами. Однако все его листовки-обращения как главы УНРА к украинскому населению свидетельствуют о том, что, если его позиция по отношению к национальным меньшинствам и отличалась от позиции Провода ОУН-Б, то явно не в сторону мягкости.
«Отщепенцы» в ОУН продолжали появляться и далее. Согласно показаниям на допросе И. Н. Ткачука (на момент задержания 10 июня 1944 г. глава Винницкого военного округа, до этого войсковой референт Ровенской области), ещё в 1942 г. член ЦП ОУН М. Турчманович-«Кречет»-«Голуб Иван Михайлович» выступал за самое широкое вовлечение в борьбу за освобождение Украины народов СССР. Он критиковал акт 30 июня как расконспировавший ОУН, количественный, а не качественный набор в организацию (в этом вопросе он, очевидно, поддерживал точку зрения Лебедя). Помимо этого он выступал с критикой программы ОУН, которая, по его мнению, была ориентирована на «захидняков», но совершенно не учитывала позиции украинцев СССР. Но его позиция вызвала недовольство в СБ, его даже подозревали в организации ФУР.
13 апреля 1943 года в ОУН(б) произошёл внутренний переворот, в результате которого Шухевич занял должность политического руководителя ОУН, сместив ранее занимавшего этот пост Лебедя.
Одним из видных деятелей ОУН, стремившихся к большей демократизации движения, был член ЦП ОУН Михаил Степаняк. Ещё в 1942—1943 гг. он мечтал о создании после слияния ОУН-Б и ОУН-М (он вёл от имени бандеровцев переговоры с мельниковцами о возможном объединении организаций, но эти переговоры не принесли никаких результатов) новой политической всеукраинской организации, представляющей различные политические силы.
Осенью 1943 г. Степаняк был одним из немногих, активно выступавших против продолжения антипольской политики ОУН, однако не получил поддержки. После того, как Шухевич узнал, что в начале осени 1943 г. Степаняк во время переговоров с представителями польского лондонского правительства согласился осудить террористические действия против поляков, лидер ОУН резко осудил Степаняка, заявив, что «согласие ОУН сделать заявление об осуждении террористических актов против поляков и о прекращении такой деятельности есть вредительство в отношении „украинских национальных интересов“». Степаняк был снят с переговоров и заменен Евгением Врецьоной.
Вскоре после этого Степаняк был выведен из состава ЦП ОУН и отправлен на Волынь. Там он пришел к выводу о необходимости создания новой организации НВРО. По свидетельству Д. Паламарчука-«Лимана», работавшего со Степаняком, тот выдвигал к ОУН следующие претензии:
- 1. Лозунг «Украина для украинцев», который оттолкнул массы;
- 2. Сотрудничество ОУН с немцами;
- 3. Согласие ОУН на уничтожение польского населения;
- 4. ОУН создало СБ, уничтожавшее польское население;
- 5. ОУН не сумело поднять массы Восточной Украины;
- 6. ОУН сделало ставку на крестьянство, в то время как действующей силой всякой революции является рабочий класс[184].

Степаняк также высказывал некоторый скепсис против УПА, считая, что основой борьбы за УССД должна быть не военная, а политическая организация.
Если отношение М. Степаняка к польскому вопросу отличалось от мнения ЦП ОУН большей мягкостью, то в отношении русского вопроса Степаняк разделял политический курс Провода. В отношении евреев, по крайней мере на начальном этапе войны, Степаняк высказывался в весьма характерном для ОУН начала 1940-х гг. стиле. В своём обращении по поводу 1-й годовщины провозглашения обновления украинского государства 30 июня 1941 года, характеризуя репрессии 1930-х годов против украинской интеллигенции, он употребляет словосочетание «озверелый жидо-московин».
В социально-политическом вопросе Степаняк критиковал как советскую, так и фашистскую, капиталистическую систему и выступал за иной путь развития. Проблема признания Степаняка и его «детища» НВРО в качестве демократической альтернативы политике ОУН по отношению к национальным меньшинствам состоит в том, что НВРО как организацию отличную от ОУН, с более демократической программой, стремившейся опираться на более широкие массы украинского населения, включая восток Украины, поддерживали не только деятели, стремившиеся к равноправию всех народов в Украине.
Среди сторонников НВРО были Дмитрий Клячкивский, Иван Литвинчук-«Дубовый», Пётр Олейник-«Эней» — люди, выступавшие инициаторами и проводниками политики этнической чистки Волыни от польского населения, причём в самой жестокой форме. Признание необходимости демократизации программы организации, гарантия равных прав для «своих» ещё не означали мирной политики по отношению к «чужим». НВРО была демократической альтернативой ОУН, при этом проблема отношения к национальным меньшинствам играла второстепенную роль для поддержки/неподдержки НВРО со стороны лидеров ОУН.
Однако оппозиция существовавшему в ОУН курсу была не только демократической. Существовало недовольство политикой ЦП «справа». Так, глава СБ Львовской области И. Панькив-«Гонта» вместе с главой «жіноцтва» (организация, включавшая в себя женские кадры ОУН) до 1943 г. и одновременно связной «Пани Чёрной» к осени 1943 г. пришли к выводу о необходимости смены действующего ЦП ОУН и замены его членов более опытными националистами. Наибольшее недовольство у них вызывали Николай Лебедь, Николай Арсенич и Роман Шухевич. Последнему ставили в вину, что после его прихода к руководству УПА развязался террор не только против польского, но и против украинского населения: «дошло до того, что Шухевич стал уничтожать украинцев, выходцев из восточных областей, по малейшему поводу и без всякого повода и ставил вопрос об их полном уничтожении независимо от того, участвуют они в ОУН и УПА или нет».
В обновленный Провод они планировали войти и сами. Новый провод должен был состоять из всех украинских националистических сил, включая мельниковцев и восточных украинцев. Во внешней политике Провод должен был однозначно ориентироваться на Германию и использовать её поддержку в борьбе с Советами. Для осуществления своих замыслов Панькив согласился на вербовку через «Пани Чёрную» члена гестапо Голуба, не члена ОУН, но сторонника независимой Украины, участника украинской борьбы за независимость 1917—1922 г. Итак, в состав нового Провода ОУН должны были войти Голуб, Панькив, «пани Чёрная», Ординец и Крутник. Несогласных заговорщики планировали уничтожать. В первую очередь уничтожению подлежал Лебедь. Шухевича планировалось привлечь на свою сторону. Для этого через Крупника Голуб должен был с ним связаться, однако встреча не состоялась.

## ОУН(б) и Советская Украина
Проблема Восточной, Советской Украины уже перед началом войны встала перед украинскими националистами в полный рост. Для создания УССД было необходимо завоевание симпатий не только среди населения Западной Украины, прежде находившейся под властью Польши, во многих районах которой позиции украинских националистов были достаточно сильны, но и среди населения всей Украины. Поэтому ОУН изначально очень большое значение уделяла распространению своей идеологии на Восток и критиковала чрезмерное увлечение «галицийским регионализмом», невнимание к Советской Украине. Более того, высказывались даже предположения, что новый глава ОУН выйдет из восточных земель.
Распространение идей ОУН на восток Украины стали одними из основных задач походных групп ОУН. Во многих городах и селах Советской Украины украинским националистам действительно удалось создать разветвлённое подполье, однако, в целом, бандеровцев на Востоке ожидала неудача, причиной которой были не только политические репрессии немцев против членов украинского подполья, значительно его ослаблявшие, но и неприятие местным украинским населением, выросшим в условиях советского строя, многих положений идеологии украинских националистов. К таким положениям относились этнический подход к определению украинской нации, монопартизм ОУН, негативное отношение к колхозам, изначальная ориентация на немцев. Даже различие в языке между галичанами и советскими украинцами давало о себе знать, поэтому оуновцы на Востоке стремились стандартизировать язык своих обращений, приблизив его к общему украинскому литературному языку, убрав заведомые диалектизмы.</ref>.
Столкнувшись с такой проблемой, среди украинского подполья в Советской Украине, в ОУН вскоре стали задумываться об изменении идеологии в сторону её демократизации и усиления внимания к социальному вопросу. Примечательно, что изначально этот процесс происходил снизу, на уровне городов, областей и краевых проводов ОСУЗ и ПУЗ, без прямой директивы центрального Провода. Так, уже в конце 1942 г. в Днепропетровской области появилась программная статья, в которой автор провозглашал идеал Украины не для украинцев, а Украины для всех её жителей, вне зависимости от их национальности. Все собственно антирусские лозунги в ней снимались. Одновременно подчеркивалась необходимость антинемецкой пропаганды. Для объединения усилий в борьбе за УССД автором статьи предлагалось создать новую политическую организацию, куда бы вошли представители мельниковцев, бандеровцев и бульбовцев. При этом руководство организацией осуществлялось бы не на основании фюрер-принципа, а демократически, её лидер избирался бы большинством съезда.
Всего на Советской Украине в 1941—1943 гг. действовало несколько краевых проводов, которым подчинялись областные проводы. Украинские националисты позволяли местным жителям восточных областей занимать довольно высокие места в областных проводах, например, пост заместителя областного проводника. Украинским националистам удалось создать партизанские отряды, действовавшие в регионах Донбасса. Агитация украинских националистов за вступление в УПА проводилась также на территории Черниговской области. Развернули свою деятельность украинские националисты и в Крыму, который они рассматривали как украинскую территорию. Однако, в целом, поддержки населения, необходимой для успешной борьбы с СССР, украинские националисты не получили. Даже в восточных регионах, непосредственно примыкавших к «украинскому Пьемонту» — Галичине, население, похоже, не всегда поддерживало националистов. Во всяком случае, военно-мобилизационный референт Каменец-Подольского областного провода Я. Белинский на допросе назвал отсутствие поддержки местного населения одной из причин того, что его отряды, прикреплённые к Каменец-Подольской области, действовали на территории Тернопольской области.
Небольшая часть вовлечённых в работу ОУН «схидняков» с приближением фронта ушла вместе с националистами на Западную Украину. Некоторые из них, как, например, Кирилл Осьмак, заняли со временем значительные должности в националистическом подполье. К концу 1943 года отношение руководства ОУН и УПА к «схиднякам» изменилось, и граждане Советской Украины стали рассматриваться как возможные предатели<.
На Волыни подозрение к «восточникам» появилось после того, как в августе 1943 г. выяснилось, что начальник штаба УПА-Юг Голубенко — советский агент. Последовали тотальные проверки восточных украинцев со стороны СБ-ОУН, нередко кончавшиеся убийством выявленных действительных и мнимых шпионов. Как следствие — начался исход из УПА «восточников», даже тех, которые до начала репрессий всецело поддерживали УПА и ОУН. Следствием массового ухода схидняков стало ещё большее недоверие к восточным украинцам и усиление репрессий. В декабре 1943 г. руководство СБ Волыни получило указание главы СБ ОУН Арсенича о тотальной проверке схидняков. Зачастую проверки заканчивались уничтожением «раскрытых» агентов. Только после обращения к Роману Шухевичу террор удалось остановить.
В приказе ОУН от 6 марта 1944 года требовалось уничтожать все враждебные элементы вне зависимости от национальности. Особое внимание предлагалось обратить на советских украинцев: «Приказывается ликвидировать всех восточников на нашей территории. Все восточники, если они и не являются агентами-разведчиками, то с прибытием большевиков перейдут на их сторону с данными про нас. Обращаю внимание, что восточников, находящихся в рядах ОУН, не ликвидировать, пусть они копают землянки (крыивки) и прячутся». Весьма любопытно, что лидеры ОУН, столь активно ратовавшие за соборность и включение в борьбу за независимость Украины восточных украинцев, совершенно не верили в восточноукраинское население, которое не состояло в ОУН или УПА. Советские партизаны передавали в радиограмме информацию о существовании распоряжения Краевого провода ОУН (Волыни) об уничтожении семей восточников, бывших советских служащих и активистов сел.
В то же время, несмотря на подозрительность к «схиднякам», у них была возможность занять должность средней значимости в УПА и даже стать членом СБ. Например, уроженец Крамского района Орловской области Овчаров-Овчаренко после пленения немцами в 1941 г. был отпущен и примкнул к УПА, где был членом СБ и некоторое время возглавлял «бандгруппу».
Совершенно очевидно, что подобная политика ОУН-Б по отношению к представителям Восточной Украины не способствовала делу сознания украинского государства. Как заметил Тарас Бульба (Боровец), для борьбы за УССД требовалась не 100-тысячная, а «по крайней мере, трехмиллионная армия», а ОУН своей политикой только отпугивала народ.Если у украинского национального движения во время войны и был какой-либо шанс для создания украинского государства с опорой на собственные силы, то он лежал в завоевании масс Советской Украины. Только сделав борьбу за УССД насущной потребностью восточных украинцев, украинский национализм мог рассчитывать на победу.
Вместе с тем знакомство ОУН с востоком Украины не прошло бесследно. Именно ознакомление ОУН с реалиями Восточной Украины стало одним из факторов, приведших к демократизации программы ОУН на ІІІ Чрезвычайном Съезде ОУН-Б. Действительно, демократические изменения в программе ОУН на ІІІ Съезде были предложены политическим референтом ПУЗ (южных Украинских земель) Е. Логушем, хорошо знакомым с реалиями Советской Украины. Ещё в 1942 г. после возвращения из Восточной Украины референт пропаганды ОУН М. Прокоп пришёл к выводу о необходимости перестраивать работу идеологических кадров и пропаганды ОУН, поскольку старая политика совершенно не находила понимания в Советской Украине и отталкивала неукраинцев от ОУН. Поэтому Прокоп предлагал усилить антинемецкую агитацию, отказаться от лозунга «Украина для украинцев» и вести борьбу не под лозунгом «Самостоятельной Украины», а под лозунгом освобождения территории Украины от большевиков. Но тогда его предложения не нашли поддержки Провода. К 1943 г. с изменением политической ситуации его идеи частично стали востребованы. В целом, под давлением лидеров ОУН, знакомых с настроениями советских украинцев, произошла частичная демократизация ОУН, изменения в её программе. Но сторонникам либерализации изменения, введённые на ІІІ Чрезвычайном Съезде ОУН-Б, казались недостаточными для привлечения населения Восточной Украины к украинскому национальному движению. Поэтому была создана НВРО, но попытки дальнейшей либерализации ОУН и изменения её программы для привлечения жителей Советской Украины (при этом не только этнических украинцев) вскоре потерпели поражение.

## Послевоенный период
На проходившей в начале 1945 года на Западной Украине встрече руководства ОУН и УПА возвращение Бандеры и Стецько на территорию Украины было признано нецелесообразным с политической и с точки зрения безопасности. В марте 1945 года в Вене прошла встреча уполномоченных руководством ОУН на Западной Украине (В.Охримовича, М.Прокопа, Дарьи Ребет и М.Лебедя) с С.Бандерой, по результатам которой был создан заграничный центр ОУН(б) — ЗЦ ОУН.
После падения Третьего рейха ОУН(б) быстро нашла общие интересы со спецслужбами Англии и США. В январе—феврале 1946 года ЗЦ ОУН провёл конференцию руководителей организации, на которой было объявлено о создании заграничных частей ОУН (ЗЧ ОУН). Одновременно в лагерях беженцев и перемещённых лиц на территории западных союзников шла активная борьба между ОУН(б) и ОУН(м) за новых членов и влияние над лагерной администрацией, как и ранее, инициатива оставалась в руках ОУН(б). Тогда же наметился и будущий раскол в ОУН(б) на сторонников консервативной линии Бандеры и теми выходцами из Западной Украины, которые ратовали за отвечающий веяниям времени отход от радикальной догмы начала 30-х.
После мартовской речи Черчилля 1946 года, провозгласившей начало холодной войны, ОУН, как и другие антисоветские формации Восточной Европы стали интересны спецслужбам Великобритании, США и, в какой-то степени, Франции. Особенно активны в этих контактах были сторонники ОУН(б).
C 1946 года с американскими спецслужбами начинает сотрудничать группа Миколы Лебедя и, в частности, принимает участие в Операции «Аэродинамик».

### Ликвидация ОУН(б) в Польше, Белоруссии и Украине
12 февраля 1945 года в стычке с группой НКВД был убит командующий УПА-Север Дмитрий Клячкивский. Наркому госбезопасности СССР генерал-полковнику Всеволоду Меркулову и Никите Хрущеву передали спецдонесение: «...В числе убитых был опознан один из руководителей ОУН-УПА, известный в оуновском подполье под псевдонимами «Клим Савур» и «Охрим».
В 1946—47 годах созданная ОУН(б) УПА была объединена с вооружённым подпольем ОУН. Уже в конце 1946 года при ликвидации Дрогобычского и Луцкого надрайонного руководства ОУН ГУББ МВД были захвачены сентябрьские директивы ОУН, в которых ставилась задача приступить к сбору данных о ходе демобилизации Советской Армии, количественном составе вооружённых сил, насыщенностью войсковыми частями территории Западной Украины, политико-моральном состоянии Советской Армии, состоянии работы военных заводов, дислокации складов стратегического сырья и т. п.
Тем временем, используя далёкие от реалий оценки заграничной ОУН и факты доверия к подобной информации со стороны иностранных разведок, полученные от внутренних агентов, МГБ организовало радиоигру с западными центрами ОУН. В результате, агенты как CIC, так и других американских спецслужб, направленные на установление связей с «революционно-освободительными силами» в СССР, гарантированно встречались с их «представителями», и бесследно пропадали для тех, кто их послал. К 1951 в УССР действовали как легендированные окружные и районные проводы ОУН, так и отдельные «подпольные группы» МГБ, которые встречали посланцев с той стороны железного занавеса. ЦРУ высоко оценивало деятельность этих структур — по данным, озвученным шефом подразделения тайных операций Фрэнком Виснером с конца Второй мировой войны до 1951 года, ОУН/УПА удалось устранить около 35 тысяч советских войск и членов компартии. На операции по поддержке созданных МГБ структур выделялись значительные средства из бюджета американской организации. Зная о внутреннем конфликте в ЗЧ ОУН, МГБ не упускало возможности его усилить, посылая информацию, поддерживающую то одну, то другую сторону конфликта.
В 1944 г. на территории Белоруссии действовали подразделения УПА численностью 12—14 тыс. человек. Эти Формирования с 1944 года по 1946 год провели 2384 диверсий и терактов, убив 1 012 человек. По данным некоторых историков, отдельные подразделения Украинской повстанческой армии в 1943—1944 годах имели на своем вооружении танки и самолёты! Группы УПА с 1944 по 1947 год действовали на территории центральной (Киевская и Житомирская области) и Южной Украины. До начала Великой Отечественной войны эти регионы считались безопасными с позиции существования националистического подполья.
По данным 4-го отдела МГБ УССР, в 1944—1956 гг. во время борьбы с украинским националистическим подпольям, погибло 155 108 боевиков УПА и подпольщиков ОУН, из которых 1 746 погибли в восточных областях Украины. 134 тысячи было взято в плен. Под угрозой репрессий и моральным давлением явились с повинной 76 753 повстанца. Были потери среди сотрудников правоохранительных органов, пограничных войск и Красной/Советской армии. Так, с 1944 по 1956 годы погибло 687 чекистов; 2 590 бойцов истребительных батальонов; 1864 сотрудников МВД; 3199 пограничников, военнослужащих армии и внутренних войск. Репрессиям (в частности, высылке в Сибирь) подвергались и мирные жители, оказывавшие помощь УПА: было арестовано 103 866 человек, из 87 756 было осуждено. Ещё 203 тысячи человек подверглись депортации в восточные регионы СССР. При этом было изъят один самолёт, два бронемашины, 61 артиллерийская пушка, 595 минометов, 77 огнемет, 358 противотанковых ружей, 844 станковых и 8327 ручных пулеметов, около 26 000 автоматов, более 72 тысяч винтовок и 22 тысяч пистолетов, более 100 000 гранат, 80000 мин и снарядов, более 12000000 патронов. Разыскано и изъято более 100 типографий с печатной техникой, более 300 радиопередатчиков, 18 автомобилей и мотоциклов, обнаружено значительное количество складов с продуктами питания и хранилищ националистической литературы.
Последний бой партизанской группы УПА с подразделением МВД состоялся 12 октября 1959 года, возле хутора Лозы Подгаецкого района Тернопольской области. Последним повстанцем называл себя Илья Оберишин, который провёл сорок лет на нелегальном положении и покинул лес только в 1991 году, после обретения Украиной независимости.

### Раскол

1 шиллинг с эмблемой ОУН, 1949

В дальнейшем ОУН(з) выступала от имени Заграничного Провода УГВР и была наиболее демократизированной из версий ОУН — ей издавался альманах «Український самостійник» и журнал «Сучасність», на деньги ЦРУ было основано издательство «Пролог», выпустившее более 200 названий книг.

### Смерть Бандеры
15 октября 1959 года Степан Бандера был убит в Мюнхене, как установил немецкий Федеральный Конституционный Суд в Карлсруэ — по заданию КГБ, Богданом Сташинским, впоследствии перебежавшим в Западный Берлин. В интервью газете «Комсомольская правда», опубликованном в номере за 6 декабря 2005 года, бывший Председатель КГБ СССР Владимир Крючков признал, что «убийство Степана Бандеры было одним из последних устранений КГБ насильственными методами нежелательных элементов».

## Служба безопасности ОУН(б)
Главной задачей СБ как спецслужбе ОУН и УПА была разведывательная и контрразведывательная деятельность, защита освободительного движения от проникновения вражеской агентуры, также она выполняла карательные функции. Для обезвреживания информаторов и агентуры НКВД СБ ОУН использовала следственный аппарат и развитую сеть собственной агентуры. СБ ОУН проводила документирование собственной деятельности, составляя протоколы, акты, инструкции и другие документы.
После провозглашения 30 июня 1941 Акта о восстановлении независимости в Львове и создание Украинского государственного правления имели место попытки превратить Службу безопасности ОУН (б) в органы государственной безопасности. С помощью службы безопасности в областях и районах, очищенных от Красной армии, создавались структуры районной милиции, которые должны стать опорой новой власти, обеспечивать порядок в условиях военного времени, предотвращать диверсиям и вредительства со стороны противников укр. государственности и тому подобное. Однако резко отрицательное отношение нацистов к попыткам восстановить независимую украинскую державу и массовые репрессии против оуновцев, развернутые уже с июля 1941 года, заставили организацию и её службу безопасности вернуться к традиционным подпольным методам борьбы.
После ареста Бандеры и Стецько руководство ОУН (б) осуществлял бывший глава службы безопасности Николай Лебедь, а руководство спецслужбой националистов перешло в руки Николая Арсенича. С конца 1941 основным направлениям деятельности службы безопасности стали: выявление и нейтрализация советской агентуры, оставленной в немецком тылу, разведывательные мероприятия против польского подполья, нейтрализация вражеских к ОУН (б) политических групп, контроль за конспирацией и дисциплиной в рядах собственной организации.
Особое внимание в указанный период уделялось борьбе с немецкими спецслужбами. Служба безопасности осуществляла постоянное наблюдение за немецкой администрацией, полицией, СД (Служба безопасности райхсфюрера СС), изучала возможности получения информации из этих структур и внедрения в них собственной агентуры. Благодаря активной деятельности службы безопасности удавалось получать секретные списки оуновцев, которых планировали арестовывать гитлеровцы, и даже проводить операции по освобождению отдельных руководителей подполья с немецких тюрем.
На 3-м Чрезвычайном Великом сборе ОУН (б) в августе 1943 было несколько реформирована структура службы безопасности. Главным управляющим органом службы безопасности стала референтура службы безопасности Главного провода ОУН (б). На неё возлагались задачи разведки, контрразведки, следствия в полет. и уголовным делам, контроля за соблюдением конспирации среди членов подполья и выполнением приказов руководства, ведения разведки в иностранных гоусдарствах и тому подобное. Референтуры службы безопасности продолжали действовать при краевых, окружных, районных и надрайонных проводах. В низовых звеньях — на уровне «кустов» и «станиц» — действовали законспирированные информаторы службы безопасности. При Референтуре службы безопасности в обязательном порядке, кроме референтов, были следователи, архивариусы, боевики, разведчики, информаторы, связные, канцеляристы. Численный состав референтур ни был постоянным,
Попытки контролировать все звенья подполья, личная жизнь подпольщиков и политические настроения населения привели к тому, что структуры службы безопасности 1943 непомерно разрослись. Количество информаторов службы в отдельных районах достигла сотен человек, в отдельных районах вместо одной создавалось 2-3 вооружённые отряды службы безопасности численностью 10-25 боевиков.
С приближением войск Красной Армии к районам деятельности ОУН(б) в конце 1943 перед СБ были поставлены задачи «полной очистки территории от враждебного элемента» — массовое уничтожение было начато в январе 1944. В первую очередь уничтожался «польский элемент», «коммунистические сексоты» — во вторую очередь.
Отдельной страницей в деятельности Службы безопасности ОУН (б) стало противостояние советским органам гос. безопасности. Тотальный контроль, который осуществлялся спецслужбами СССР, плотная агентурная сеть, террор и коварные методы борьбы вызвали ответную реакцию со стороны оуновской службы безопасности. Согласно приказу СБ ОУН от 10 мая 1944 года, вместе с заподозренными в измене лицами несли ответственность и их родственники (приказ действовал до мая 1945 года). Пытаясь уберечься от вражеской агентуры, очистить свои ряды и скомпрометировать противника, служба безопасности начала прибегать к террору против подполья, бойцов Украинской повстанческой армии, заподозренных в лояльности к советской власти. Особый размах приобрели акции чисток на Волыни, Где референт службы безопасности Николай Козак («Смок») развернул масштабные «санационные» операции. С января по октябрь 1945 года на Волыни от таких действий службы безопасности погибли 889 членов ОУН (б) с 938, которые попали под следствие. В отдельных районах в сотрудничестве с советскими органами гос. безопасности были обвинены 50-85 % подпольщиков. Следствием террора службы безопасности на Волыни стало появление в декабре 1945 оппозиции в рядах ОУН (б).
Жестокие методы и массовые чистки, применены Службой безопасности ОУН (б), убийство часто невинных людей были в значительной мере вызваны провокационными действиями со стороны советских спецслужб. Последние при помощи сфальсифицированных документов, использование псевдобоивок или другими доступными способами пытались компрометировать подпольщиков и бойцов УПА, вызывая тем самым террор против них со стороны службы безопасности.
Структура референтур службы безопасности просуществовала в западноукраинском регионе до конца 1951, когда она была расформирована по приказу Главного провода. В связи с острым дефицитом опытных кадров в проводах ОУН (б) всех уровней эсбисты были переведены на соответствующие должности в оуновском подполье.

## Известные фальсификации ОУН(б)
Пропагандистские издания ОУН и УПА «Ідея і чин», «До зброї», «Вісті з фронту УПА» и пр. содержат описания многочисленных «боев УПА с немецкими захватчиками», начиная с марта 1943 года.
В них противник несёт многочисленные потери и, за редким исключением, отступает; потери повстанцев в этих «сражениях» обычно составляют 1 к 16-50 «уничтоженных немцев». Примечательно, что среди «боев с немцами» присутствует описание операции в Ивановой Долине (польское село Янова Долина, уничтоженное УПА в конце апреля).
Так, согласно публикации Юрия Тыса-Крохмалюка (одного из координаторов создания и в последующем офицера дивизии СС «Галичина») «Вооружённая борьба УПА на Украине», изданной в 1972 году в Нью-Йорке Ассоциацией ветеранов УПА (которая до сих пор считается одним из наиболее значимых источников информации об УПА среди ряда западных историков, и прежде всего историков украинской диаспоры в Канаде), уже в начале мая 1943 УПА ведёт успешные бои с несколькими дивизиями СС за малоизвестное украинское местечко., после чего наносит тактическое поражение войскам под командованием генералов СС Платле (Sturmbahnführer SS General Platle) и позже — Хинцлера (General Hintzler). Далее, по информации того же Крохмалюка, лично Гиммлер, видя столь катастрофическое положение вещей в борьбе с УПА и проведя несколько заседаний, посылает на Украину «главного по партизанам» в Рейхе — Эриха Бах-Залевски, который опять же терпит поражение в борьбе с УПА, после чего его отзывают и накладывают на него взыскание. Наиболее полно в работе Юрия Тыса-Крохмалюка описывается бой 3 батальонов УПА с тремя дивизиями СС (по его информации, только в двух дивизиях насчитывалось 30000 человек) в начале июля 1944, — последние несут тяжёлые потери и отступают, не достигнув цели; потери повстанцев — десяток человек — и это во время начала Львовско-Сандомирской операции.
Активные действия немцев в районах базирования УПА не отражены и на немецких картах антипартизанской деятельности в период 1943-44 годов, как нет среди списков высшего командного состава СС и «генералов СС Платле (Sturmbahnführer SS General Platle) и Хинцлера (General Hintzler)».
Привезённый Николаем Лебедем в 1945 году на Запад архив ОУН(б) и его печатные издания на Украине 1941-44 годов был вычищен от антисемитских и пронацистских высказываний и лозунгов. В таком виде он был передан в Гарвардский Украинский Исследовательский Институт (HURI) и стал основой для множества научных и публицистических работ; одной из наиболее масштабных таких работ стала «Летопись УПА» — многотомное издание, публикация которого началась в Канаде с 70-х годов XX века.
Схожая «лёгкость рук» имела место и с датой появления детища ОУН(б): УПА — она была перенесена на полгода назад, с весны 1943 на 14 октября 1942 года. Именно эту дату (несмотря на наличие итогового отчёта Комиссии по деятельности ОУН/УПА Института истории АН Украины, опубликованного в 2004 году, в которой указывалось фактическое время появление данной формации), отмечала по указу президента Ющенко в 2007 году Украина

## Финансирование ОУН(б)
По некоторым данным, весной 1941 года ОУН(б) получила от абвера 2,5 миллиона марок на ведение подрывной борьбы против СССР. На территориях под немецким контролем ОУН(б) финансировалось за счёт: членских сборов, обложения сборами предпринимателей и торговцев, сбора с интеллигенции (врачей, учителей), сбора с населения в «боевой фонд» за счёт распространения «бофонов». Также у ОУН(б) имелись подконтрольные предприятия и торговые точки. Полученные средства частично направлялись на закупку золота и драгоценностей. После нападения Германии и её сателлитов на СССР все структуры ОУН(б) были переключены на сбор золота и драгоценностей. Отдельно облагались еврейские сообщества. Всё полученное направлялось в Краевой Провод ОУН Галиции. При приближении Красной Армии к местам активности ОУН была выдана инструкция о сборе и закупке филателистических коллекций и альбомов.
Действовавшие в Польше до 1947 года подразделения ОУН(б) получали средства от торговли спиртом и «изъятым» у польского населения скотом и товарами. Кассовые и финансовые отчёты до 1949 года составлялись и подавались дважды в год; с 1949 года, в связи с потерями среди организационного состава, была введена годовая отчётность.

## Память жертвам павшим от рук ОУН

### Память об украинцах, убитых бандеровцами
На территории Украины были установлены различные памятники в память о погибших от ОУН-УПА коммунистов и красноармейцев:
- Выстрел в спину (монумент)
- Памятник жертвам ОУН-УПА (Луганск)